# Nova Plantarum Americanarum Genera

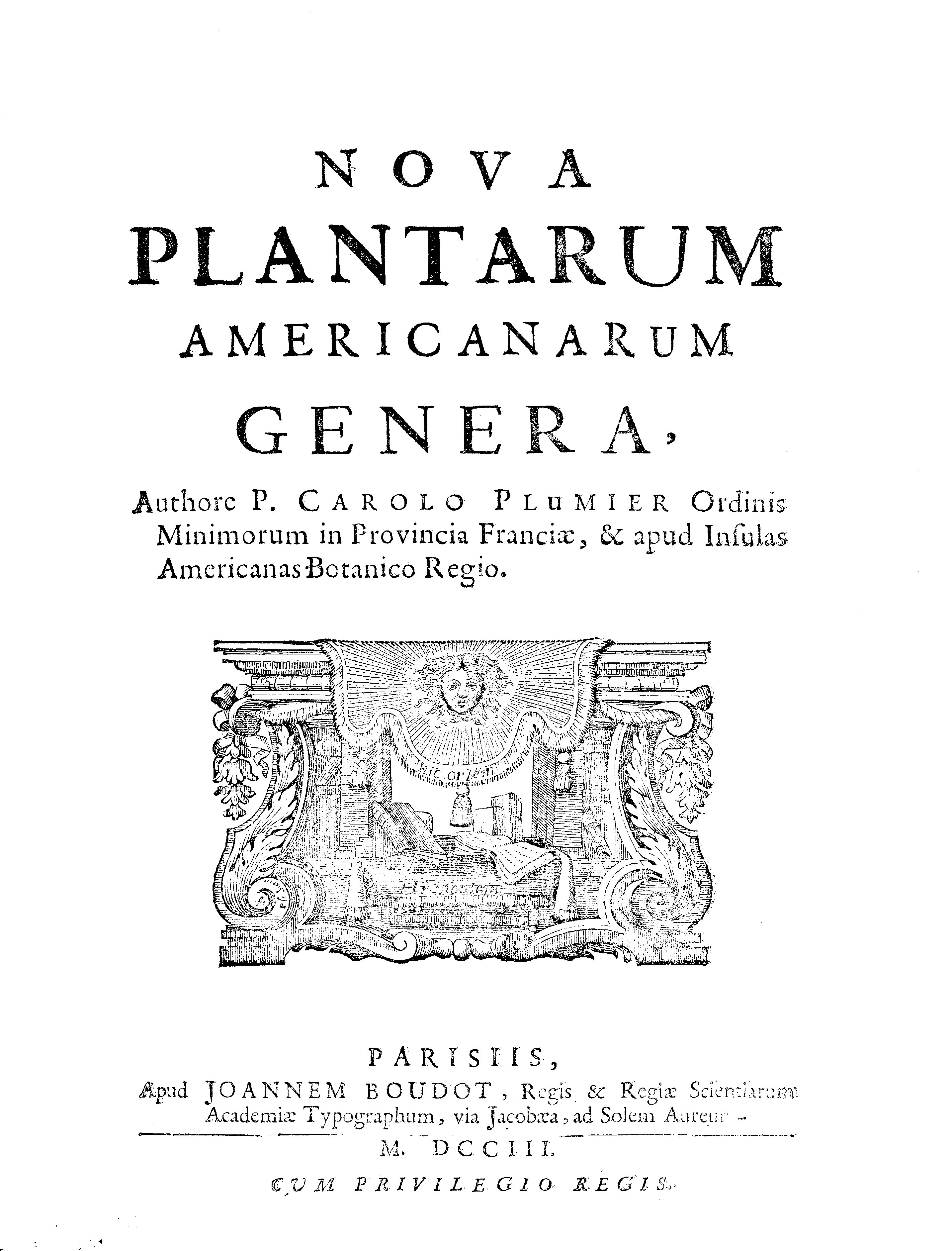
Titelseite von Nova plantarum americanarum genera

Nova Plantarum Americanarum Genera ist ein 1703 in Paris erschienenes Werk von Charles Plumier. Zahlreiche der darin beschriebenen Gattungsnamen wurden 1753 von Carl von Linné in dessen Werk Species Plantarum übernommen.

## Werk
Der Quartband Nova plantarum americanarum genera erschien im Verlag von Jean Boudot (1651–1706). Die 52 nummerierten Seiten werden durch den 21-seitigen Catalogus plantarum americanarum ergänzt und sind mit 40 nicht kolorierten Kupferstichen illustriert. Diese wurden Pierre François Giffart (1677–1758) gestochen. Die Vorrede ist auf den 27. April 1703 datiert.

### Inhalt
Nova Plantarum Americanarum Genera ist das Ergebnis von Plumiers dritter Reise zu den Westindischen Inseln, die ihn von 1695 bis 1697 auf die Inseln Guadeloupe und Martinique sowie möglicherweise an die brasilianische Küste führte. Plumier beschreibt darin mehr als einhundert neue Gattungen. Einige weitere waren zuvor bereits in Joseph Pitton de Tourneforts Institutiones rei herbariae von 1700 beschrieben worden. Plumier richtet bei seinen Beschreibungen das Hauptaugenmerk auf die Blüten, die Früchte und die Samen, die er auch abbildete. Außerdem führte er die zugehörigen Arten, insgesamt 219, auf.
Seine Gattungen sind teilweise nach einheimischen Namen, meist aber nach Gelehrten, benannt. Bei den nach einem Gelehrten benannten Gattungen ist eine Kurzbiografie beigefügt.

### Gliederung
- Botanicis et botano-philis. (Vorrede)
- Approbatio doctories.
- Facultas reverendissimi patris generalis pro editione operis.
- Licentia reverendi patris provincialis provinciae Franciae.
- Approbationes theologorum ordinis.
- Privilège du roy. (Druckerlaubnis)
- Nova plantarum Americanarum genera.
- Index generum plantarum. (Register)
- Catalogus plantarum Americanarum.
- Approbatio.
- Errata.
- Errata in catalogo.
- Addenda.
- [Illustrationen]

### Illustrationen

Tafeln von Nova Plantarum Americanarum Genera
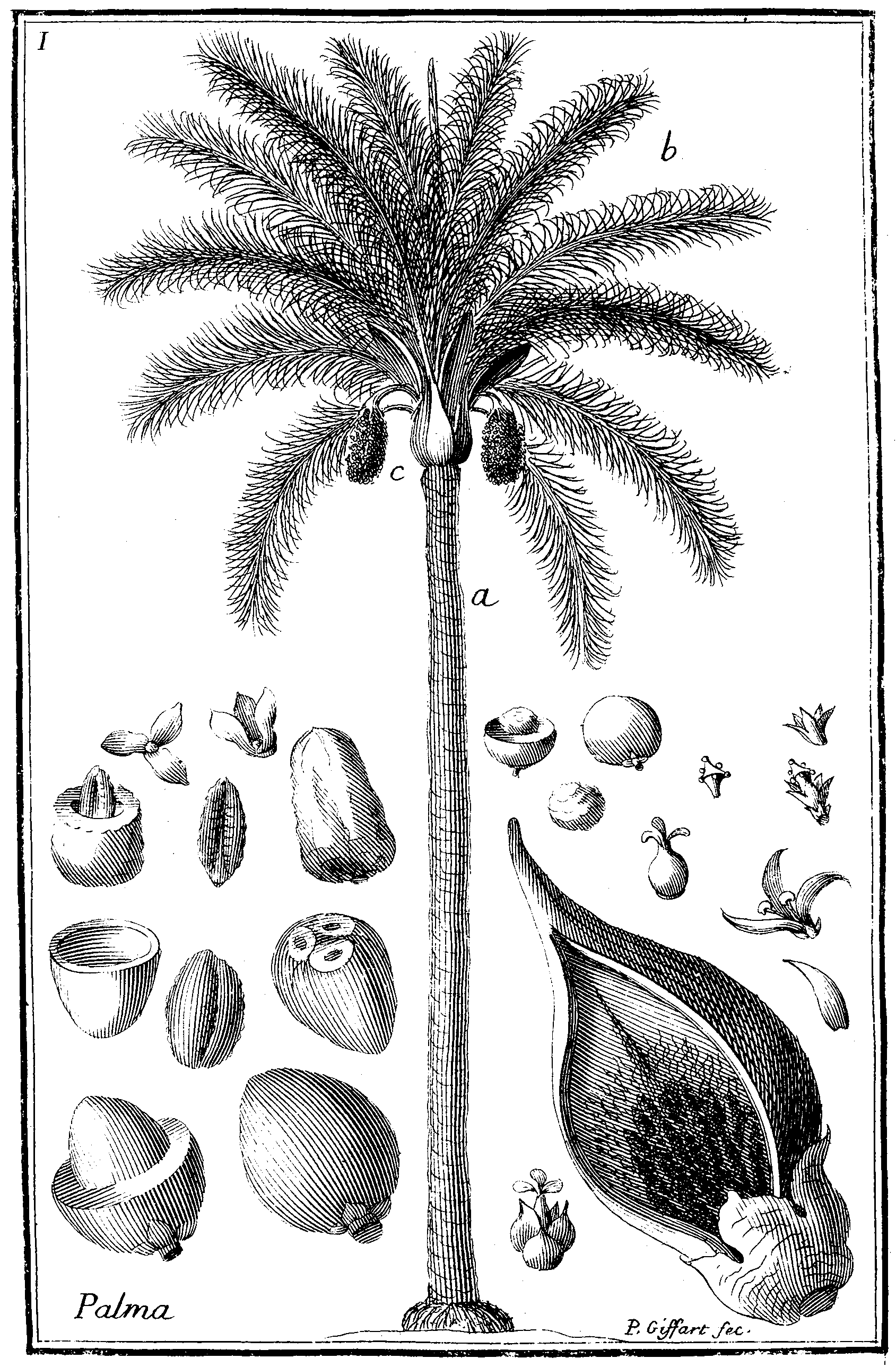
Tafel 1: „Palma“
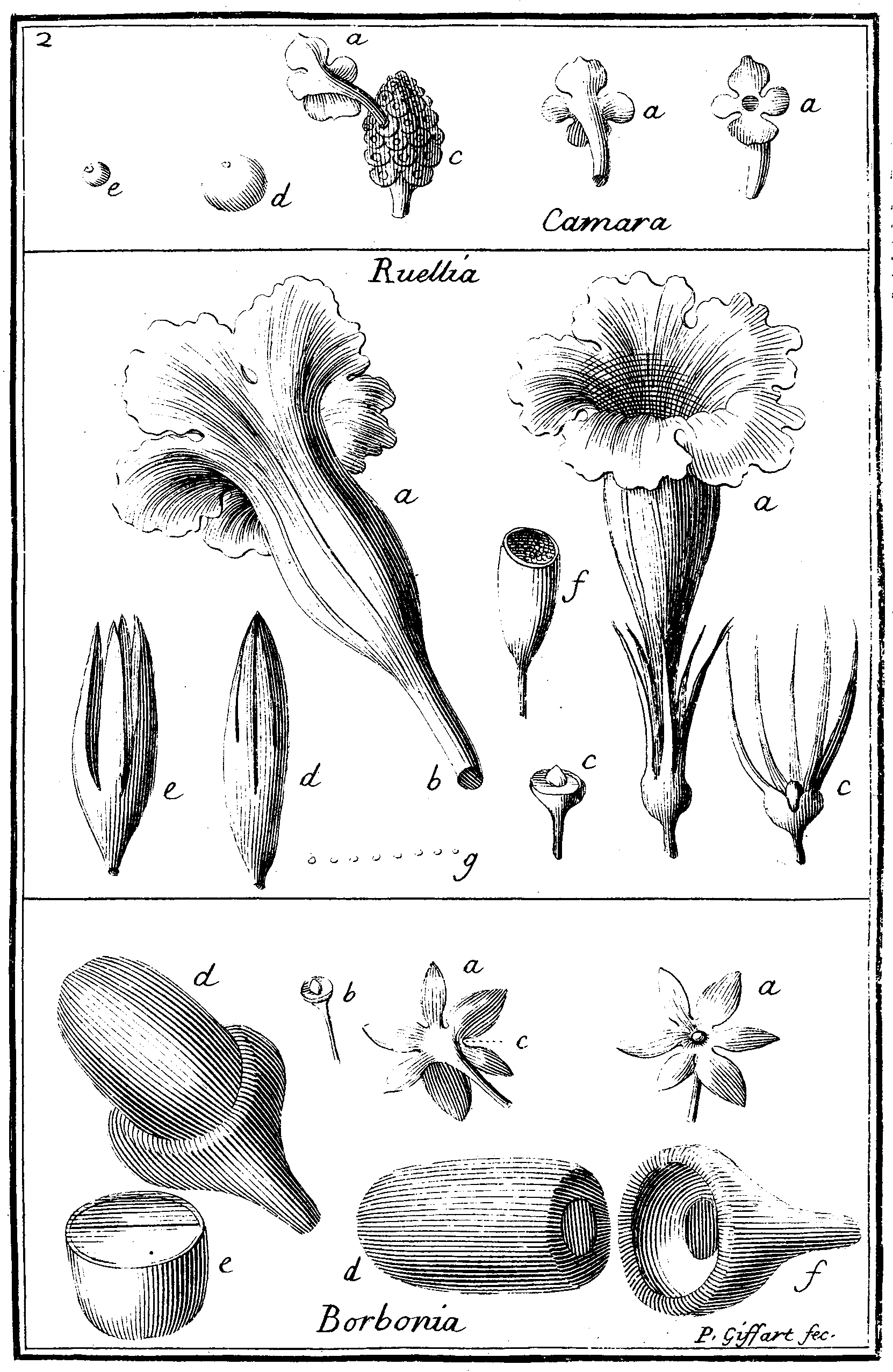
Tafel 2: „Camara“ „Ruellia“ „Borbonia“
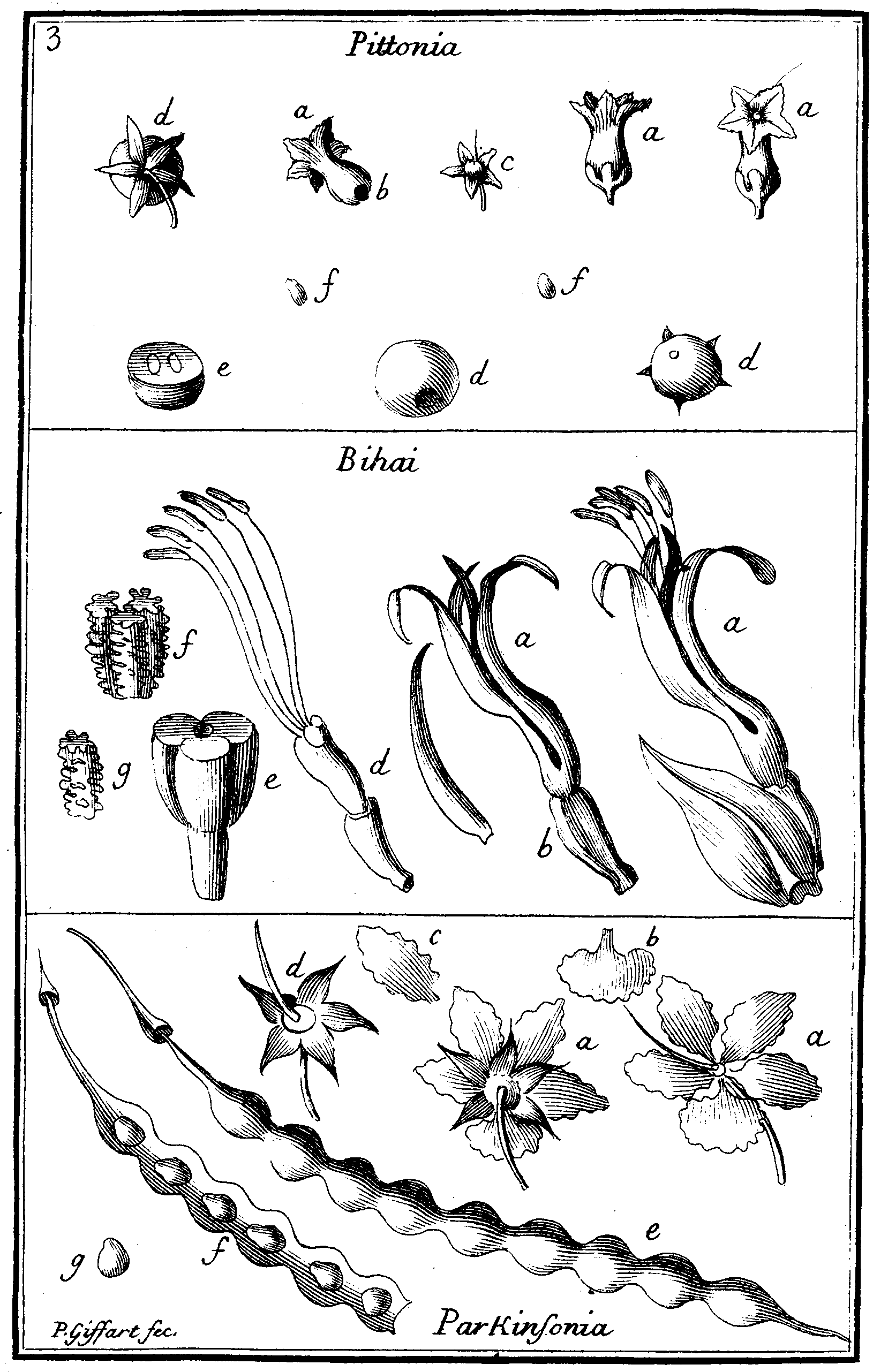
Tafel 3: „Pittonia“ „Bihai“ „Parkinsonia“
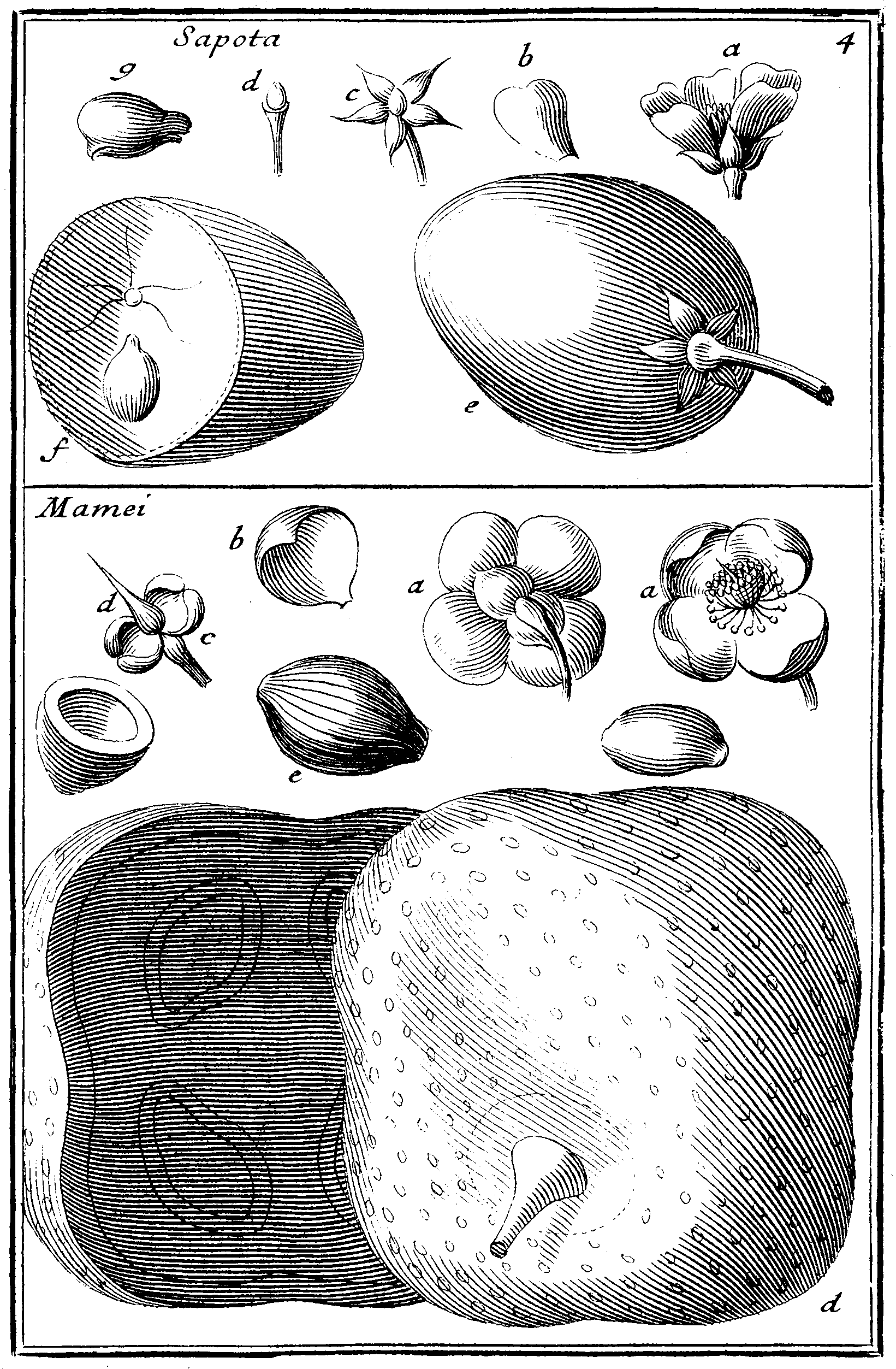
Tafel 4: „Sapota“ „Mamei“
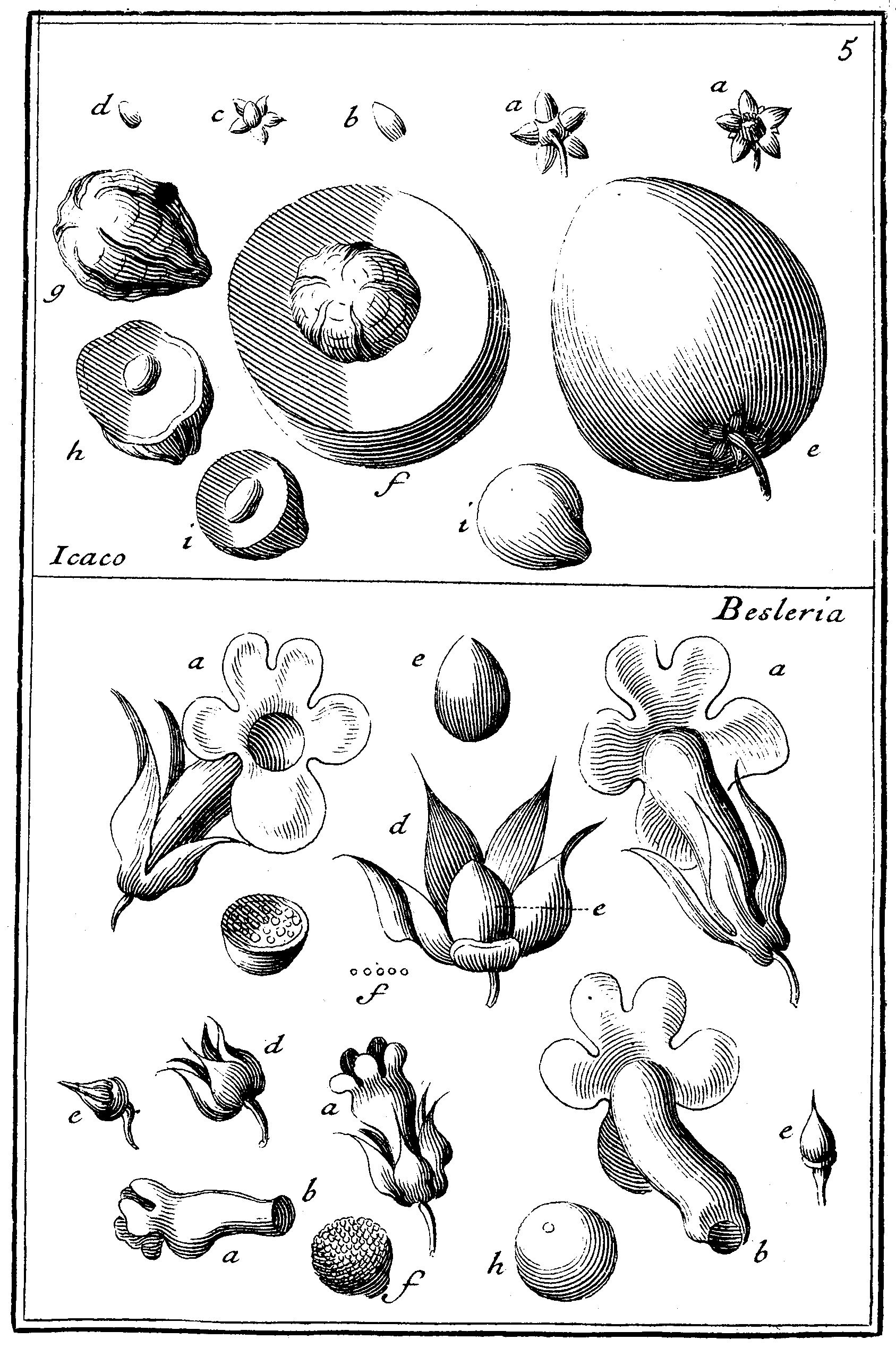
Tafel 5: „Icaco“ „Besleria“
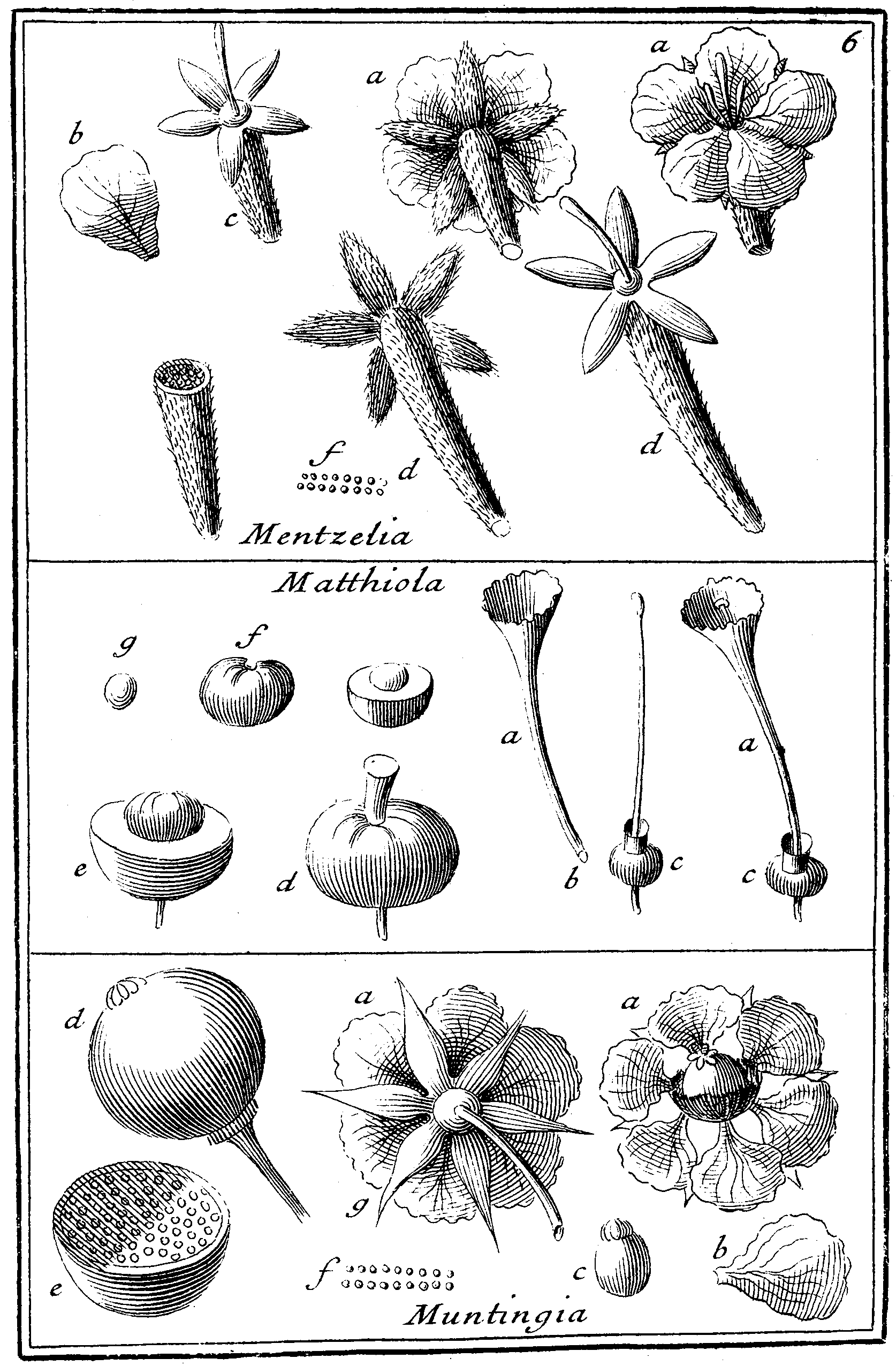
Tafel 6: „Mentzelia“ „Matthiola“ „Muntingia“
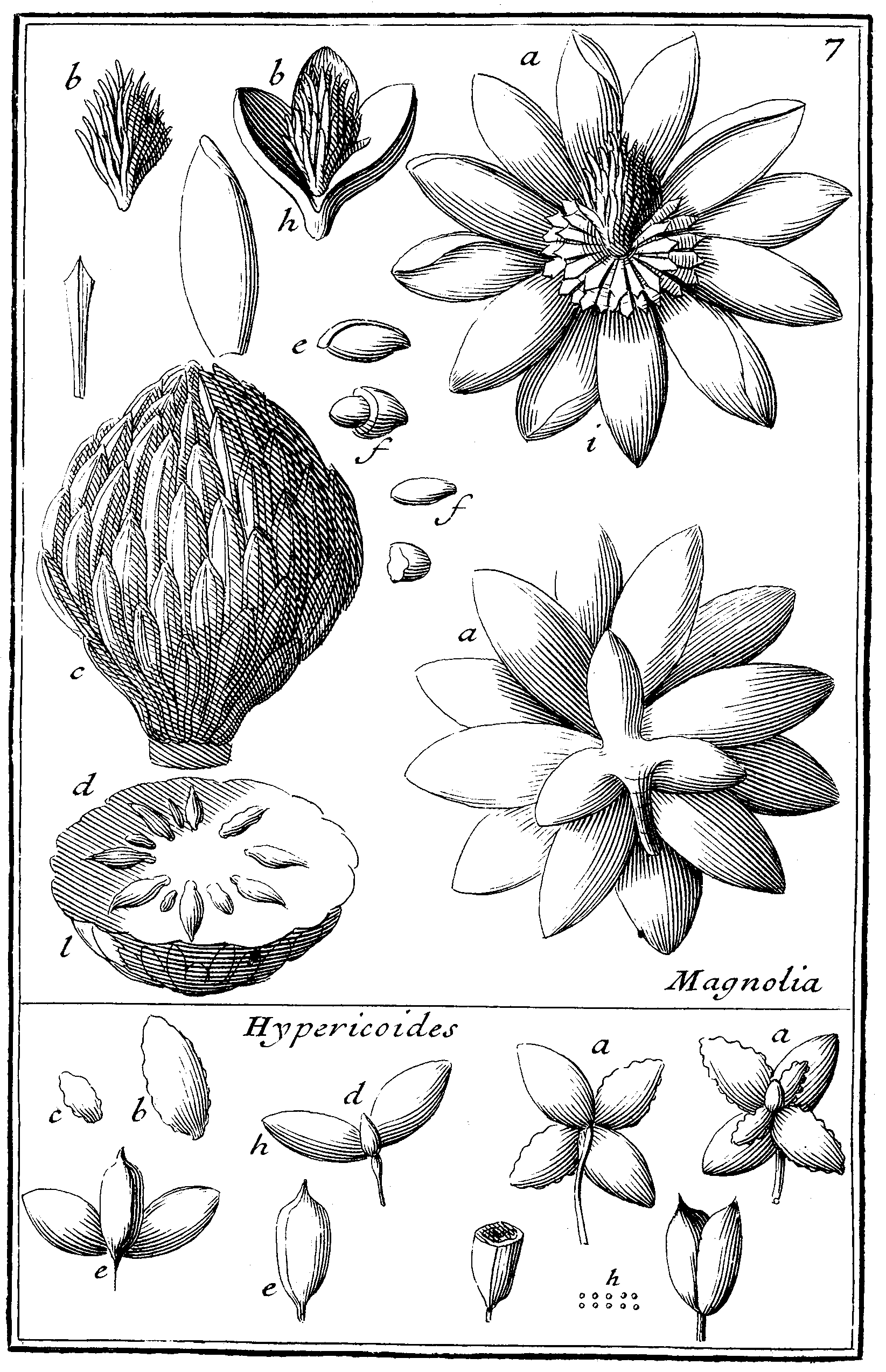
Tafel 7: „Magnolia“ „Hypericoides“
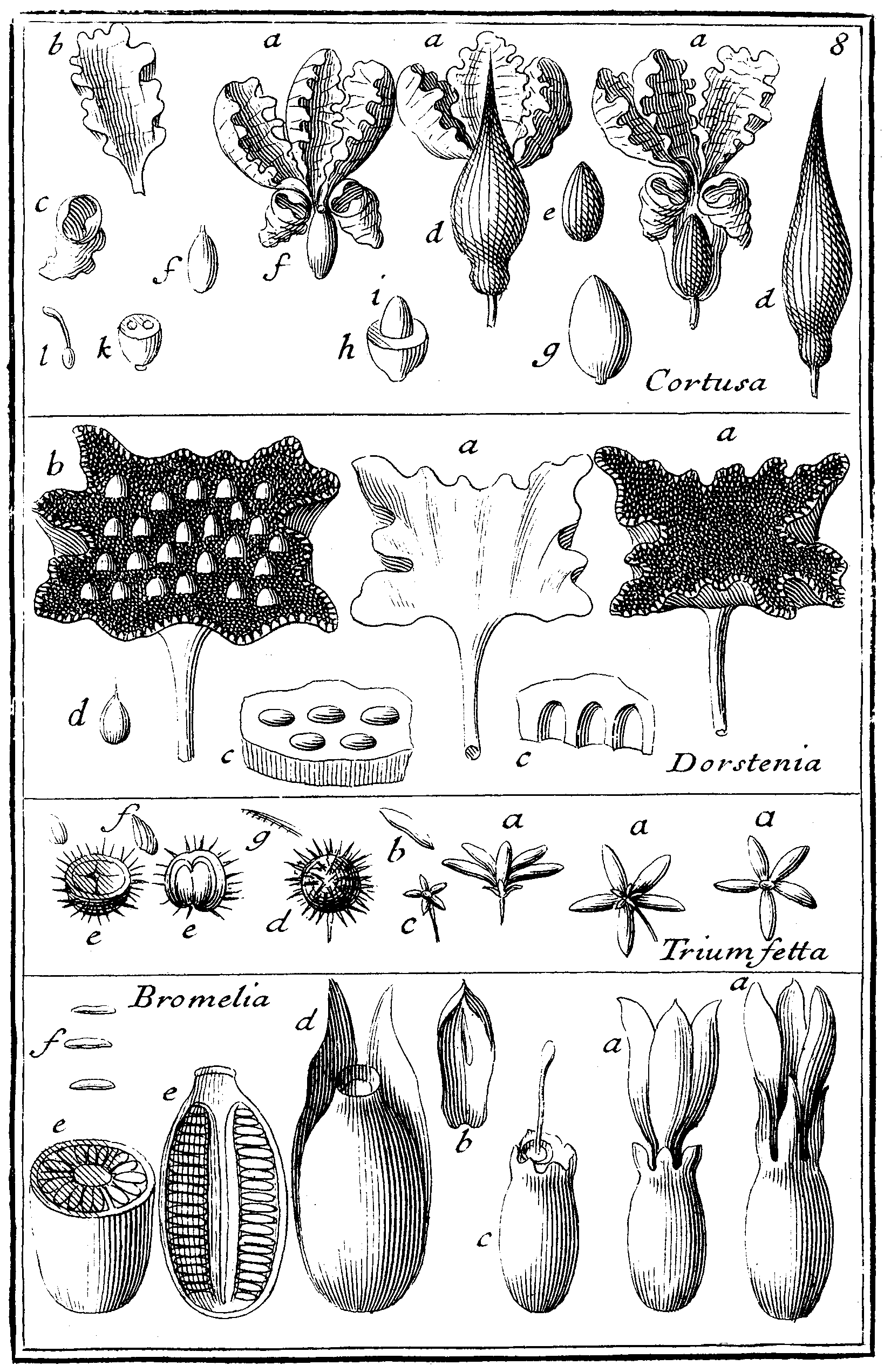
Tafel 8: „Cortusa“ „Dorstenia“ „Triumfetta“ „Bromelia“
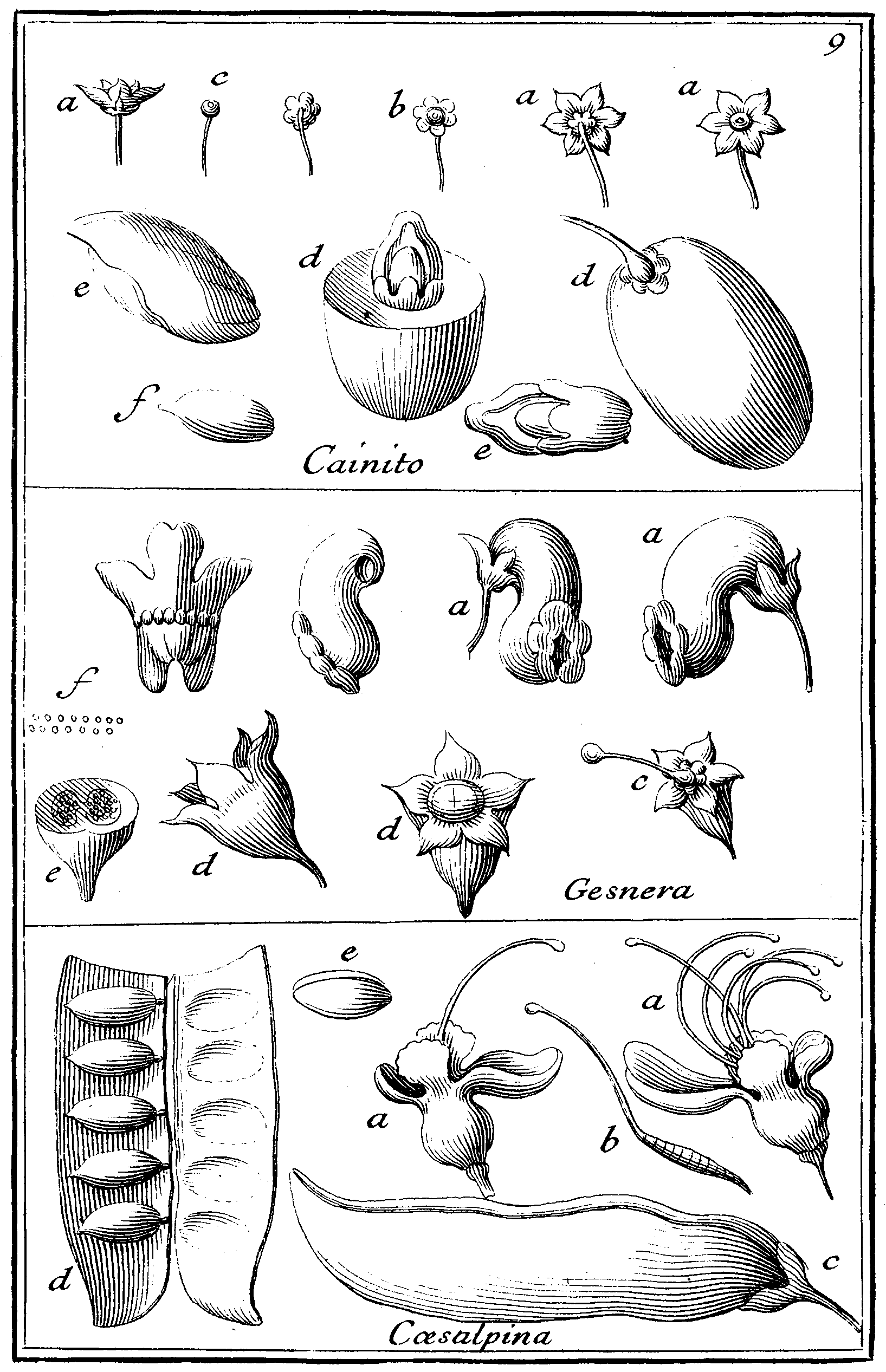
Tafel 9: „Cainito“ „Gesneria“ „Caesalpina“
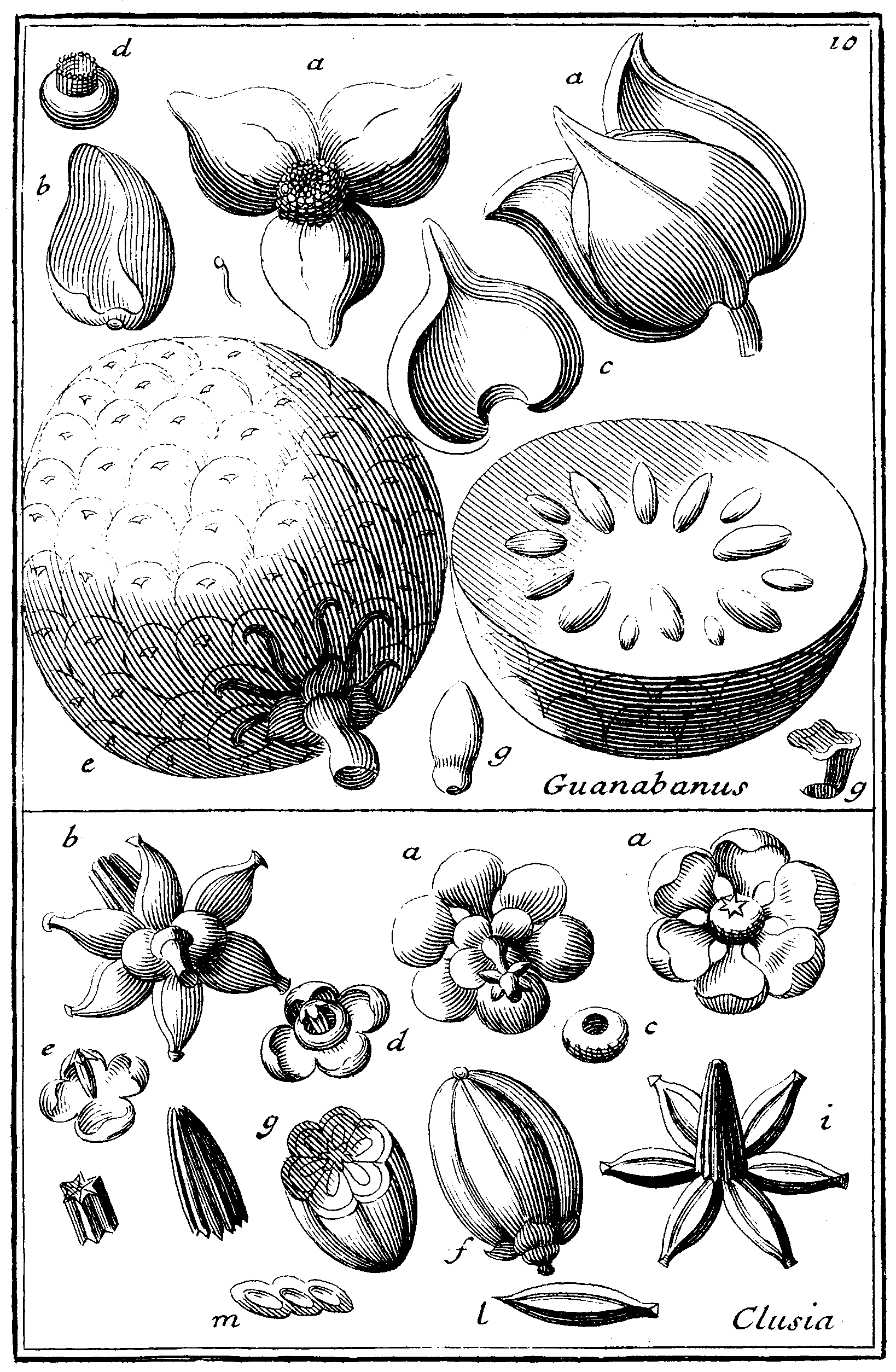
Tafel 10: „Guanabanus“ „Clusia“
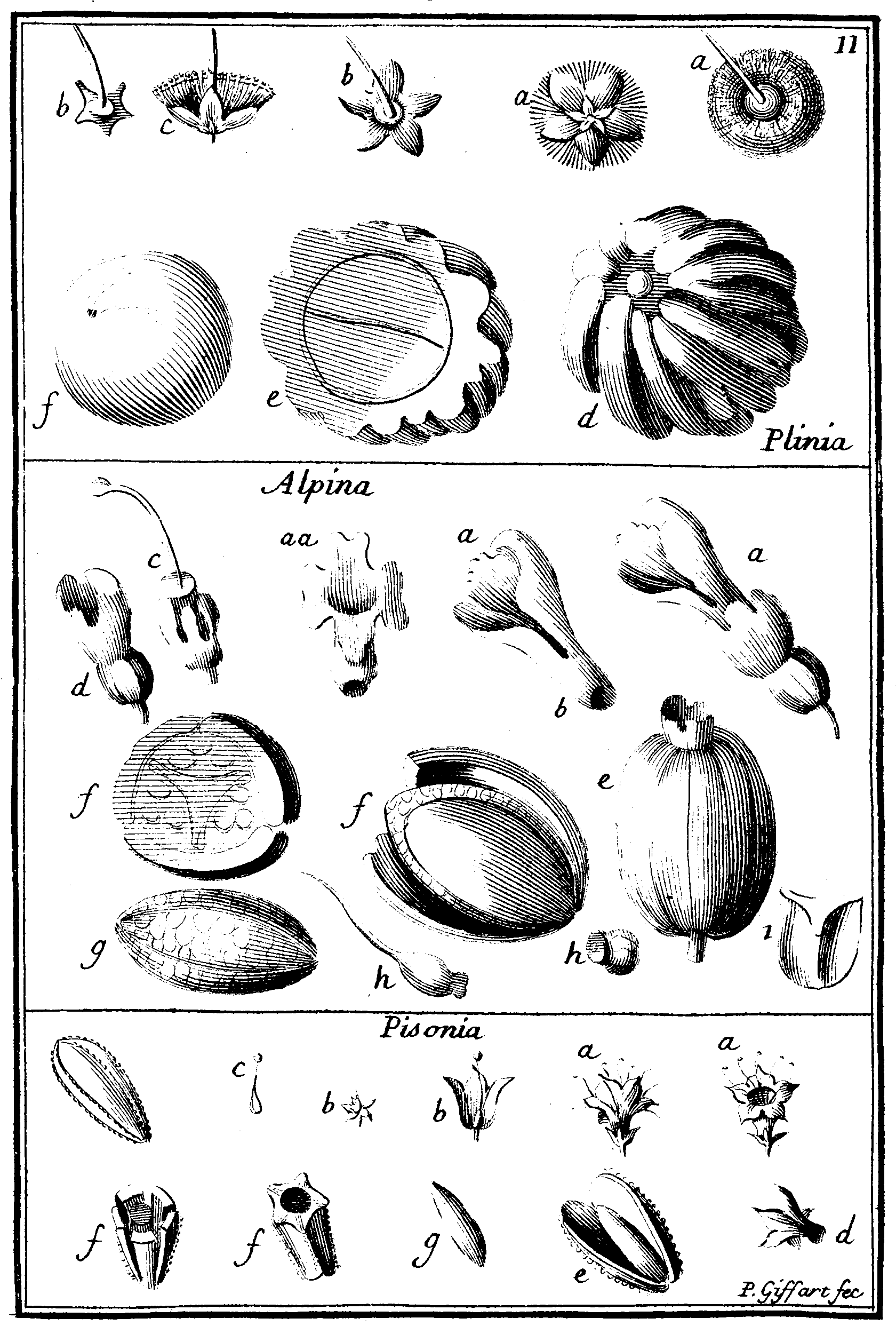
Tafel 11: „Plinia“ „Alpina“ „Pisonia“
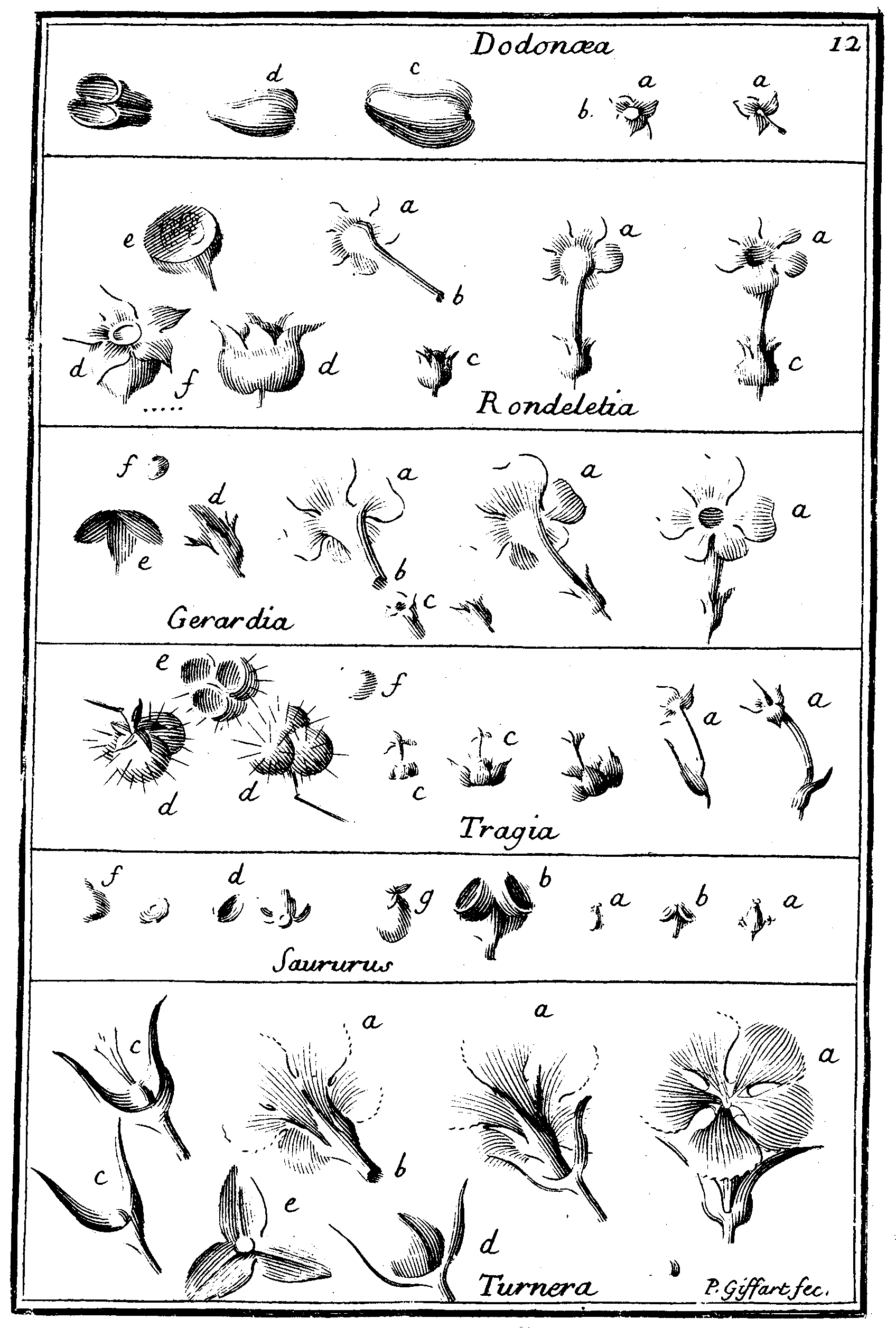
Tafel 12: „Dodonaea“ „Rondeletia“ „Gerardia“ „Tragia“ „Saururus“ „Turnera“
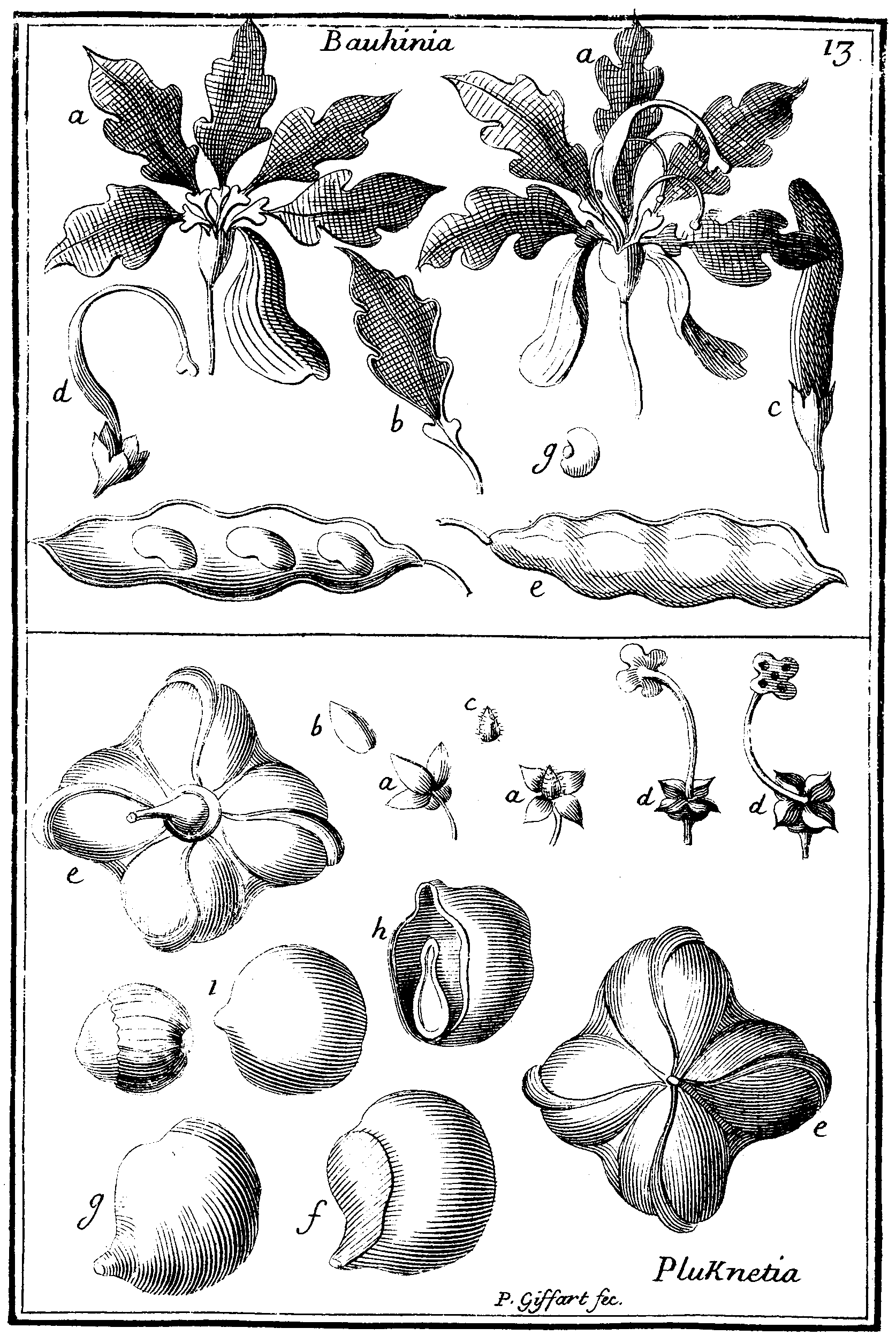
Tafel 13: „Bauhinia“ „Plukenetia“
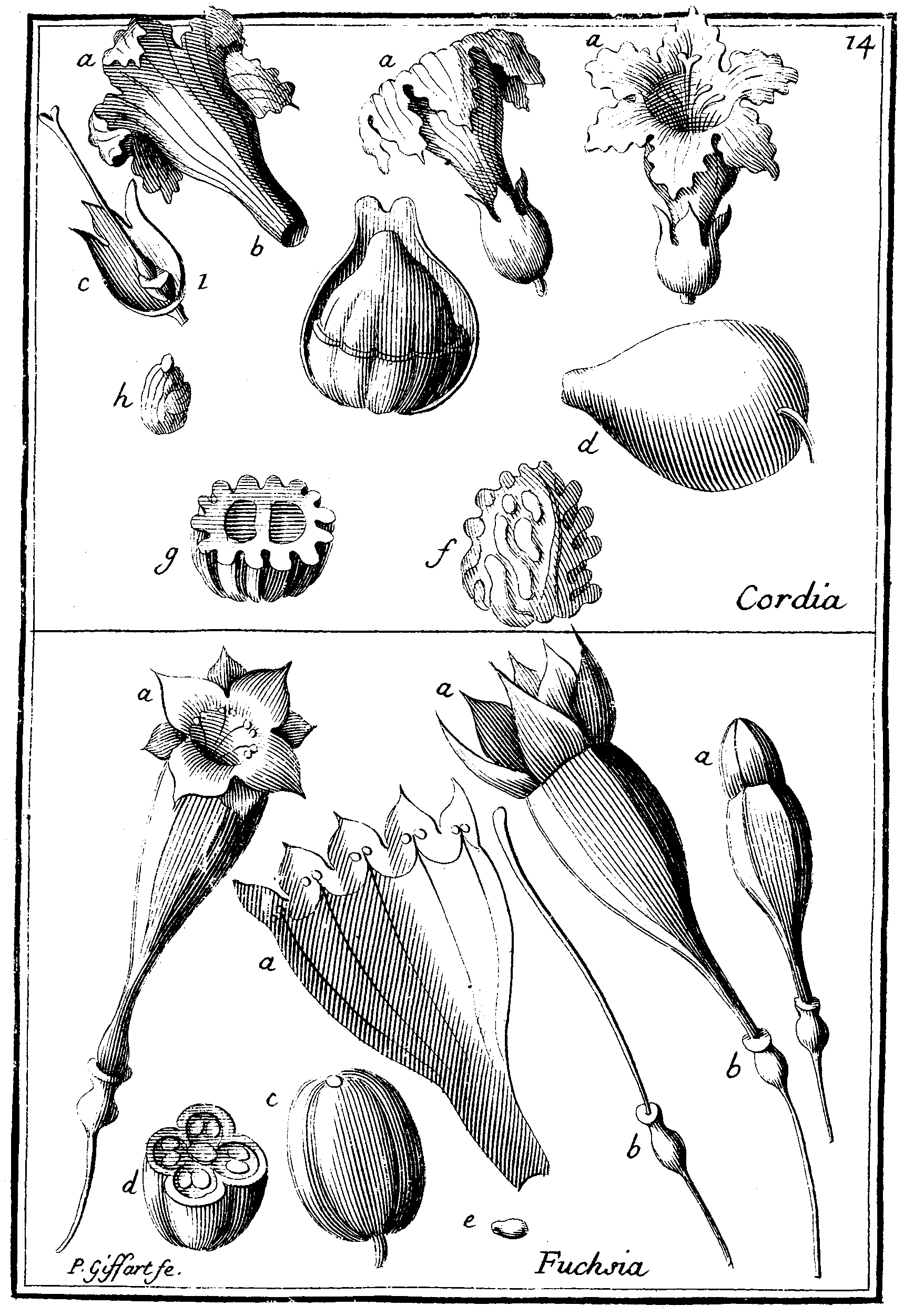
Tafel 14: „Cordia“ „Fuchsia“
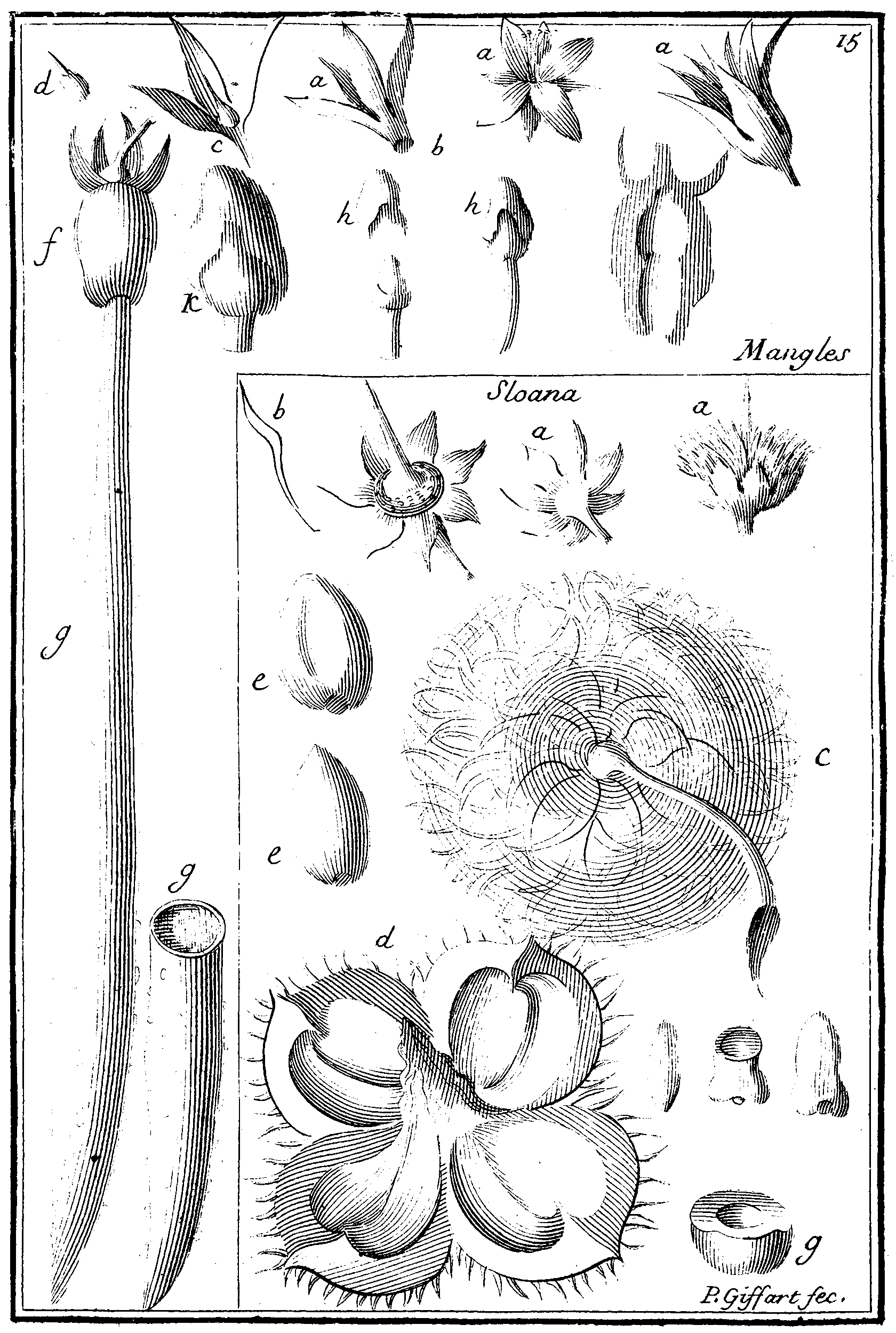
Tafel 15: „Mangles“ „Sloana“
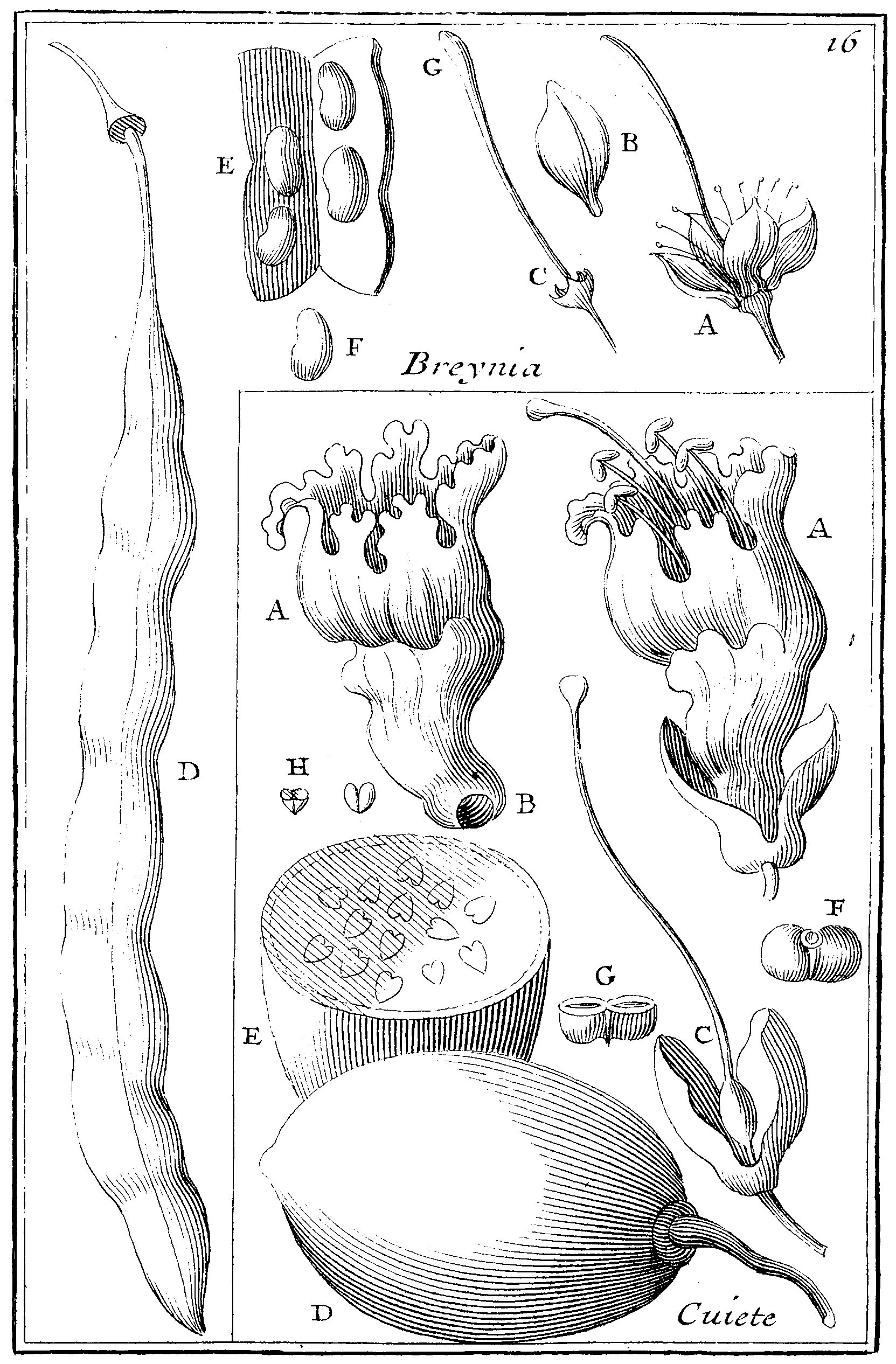
Tafel 16: „Breynia“ „Cuiete“
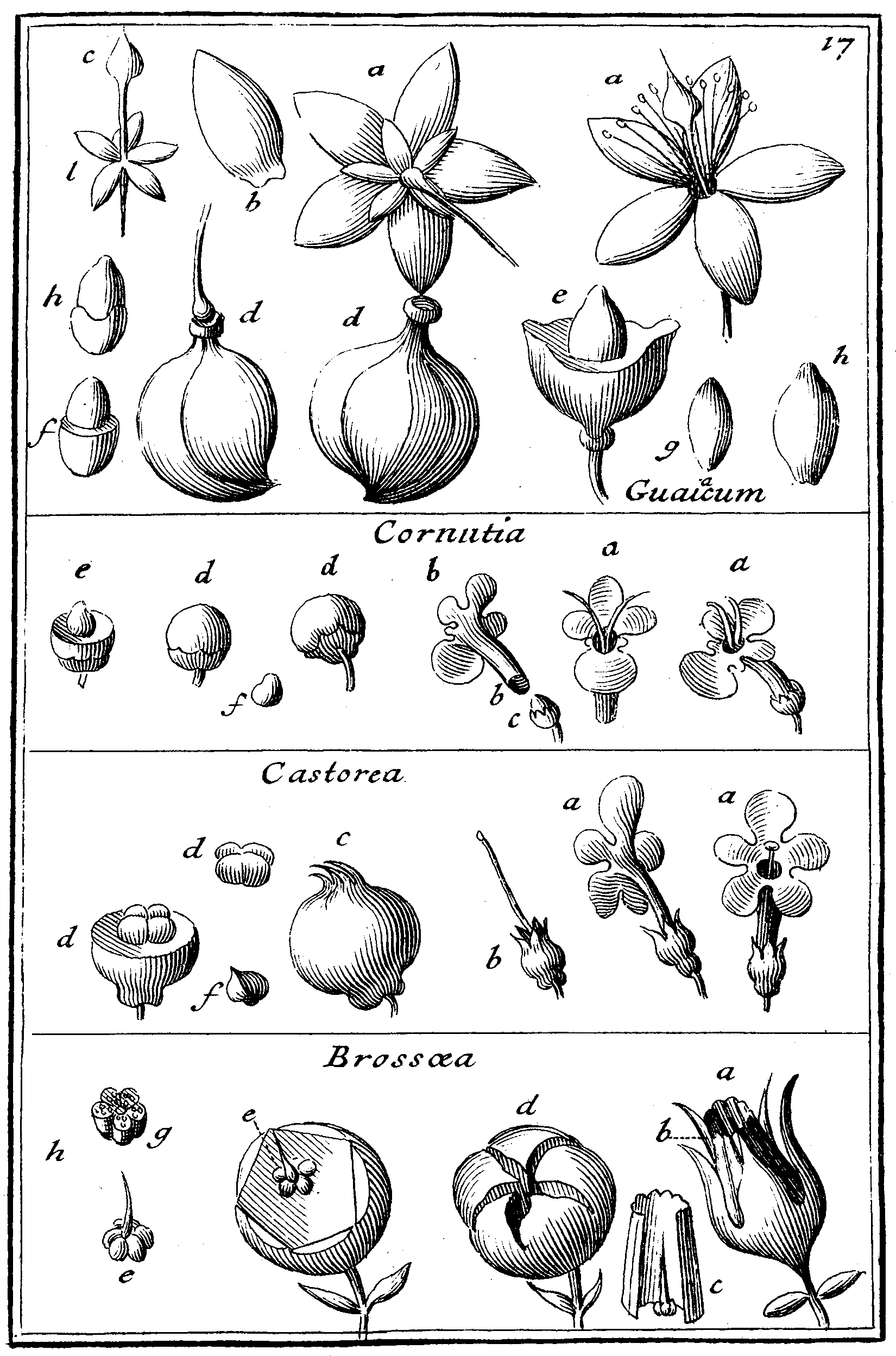
Tafel 17: „Guaiacum“ „Cornutia“ „Castorea“ „Brossaea“
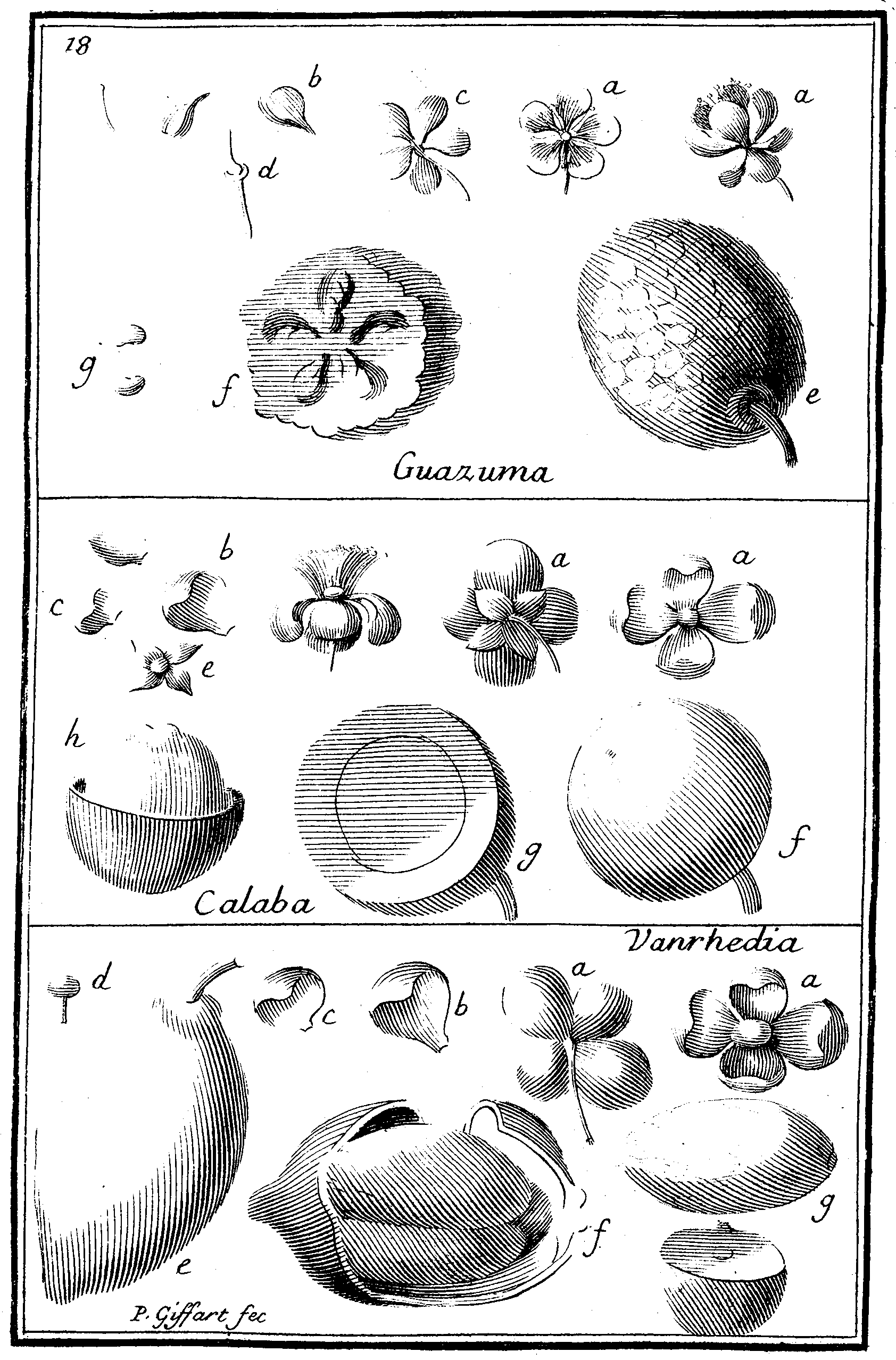
Tafel 18: „Guazuma“ „Calaba“ „Vanrhedia“
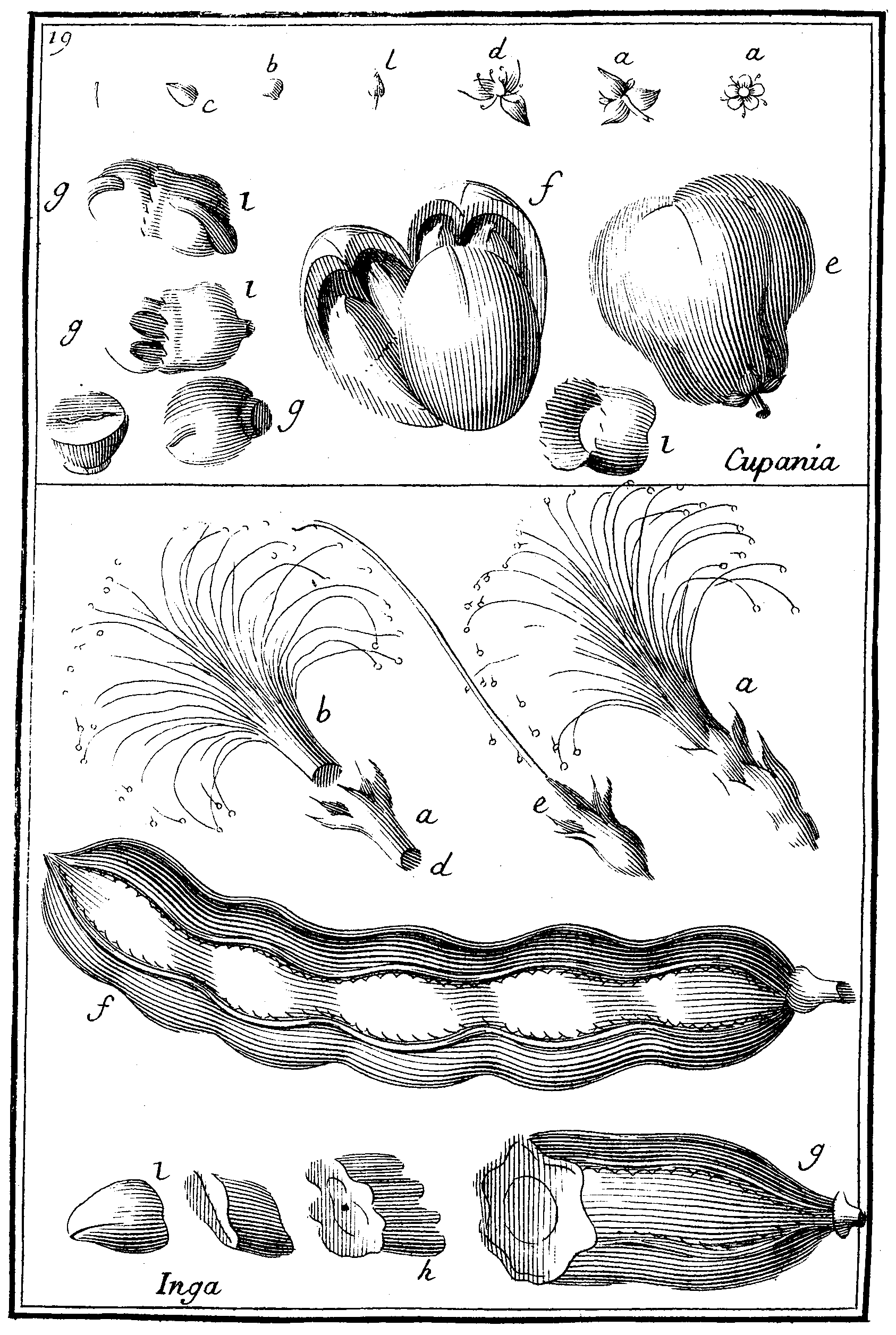
Tafel 19: „Cupania“ „Inga“
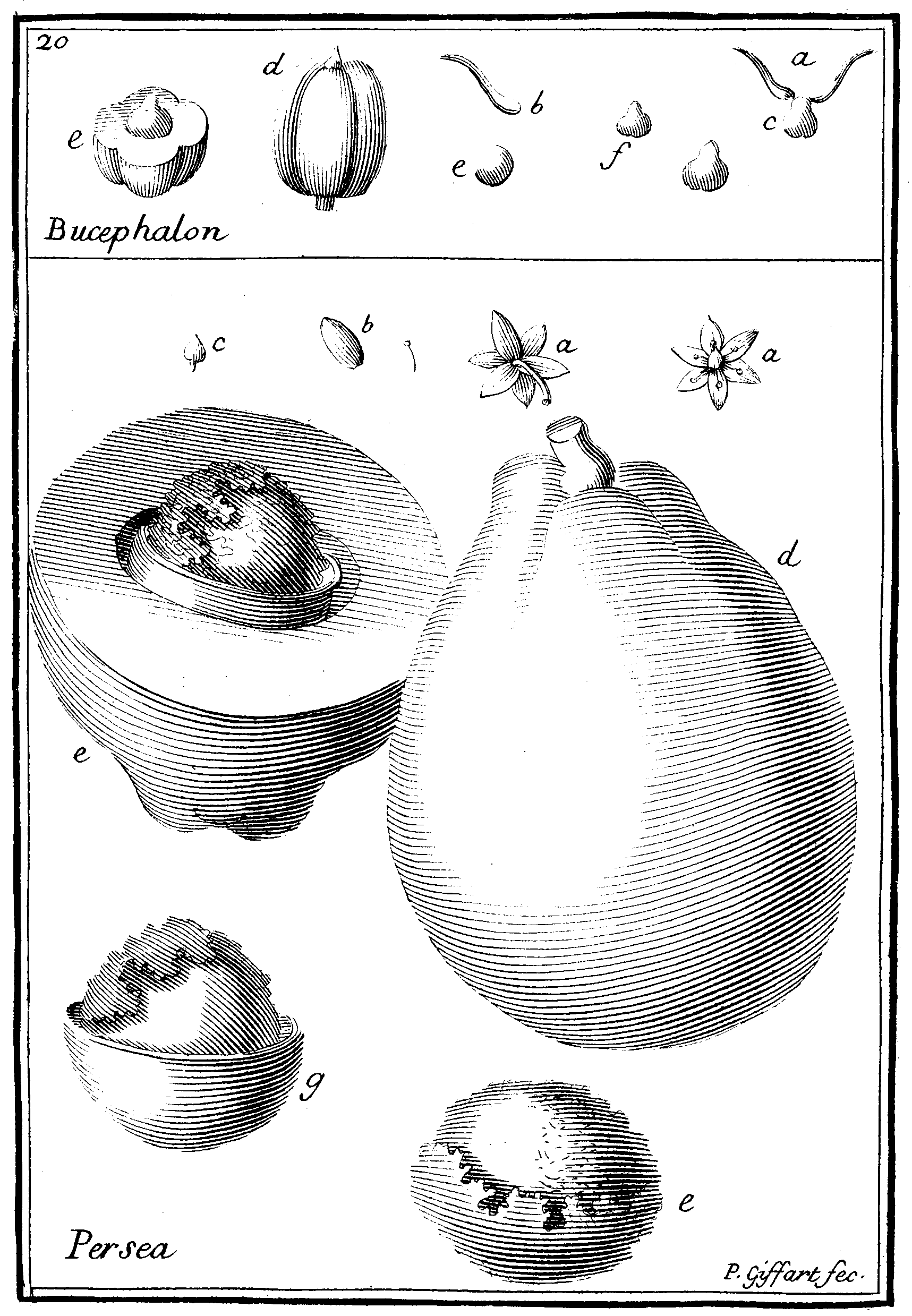
Tafel 20: „Bucephalon“ „Persea“
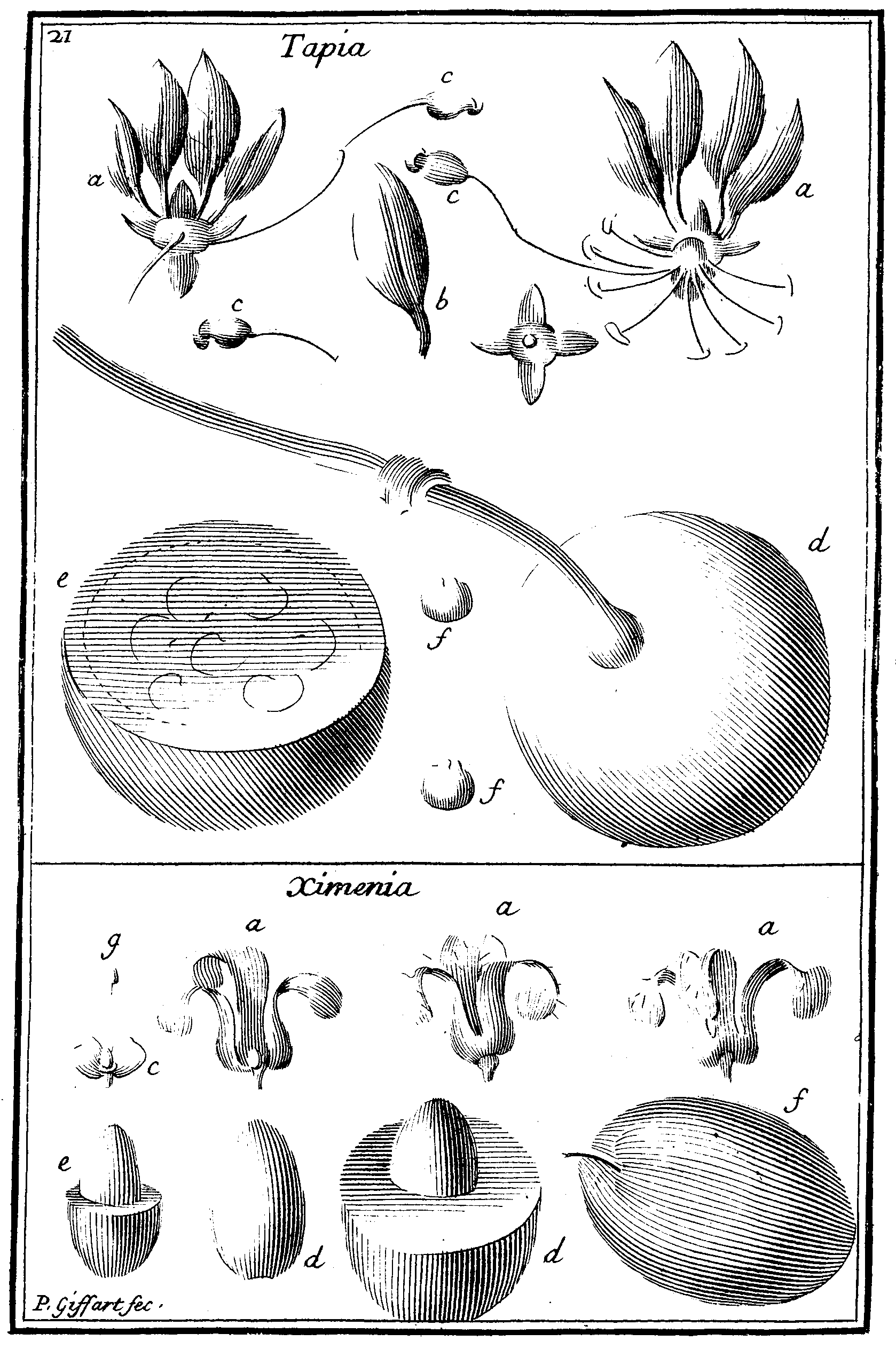
Tafel 21: „Tapia“ „Ximenia“
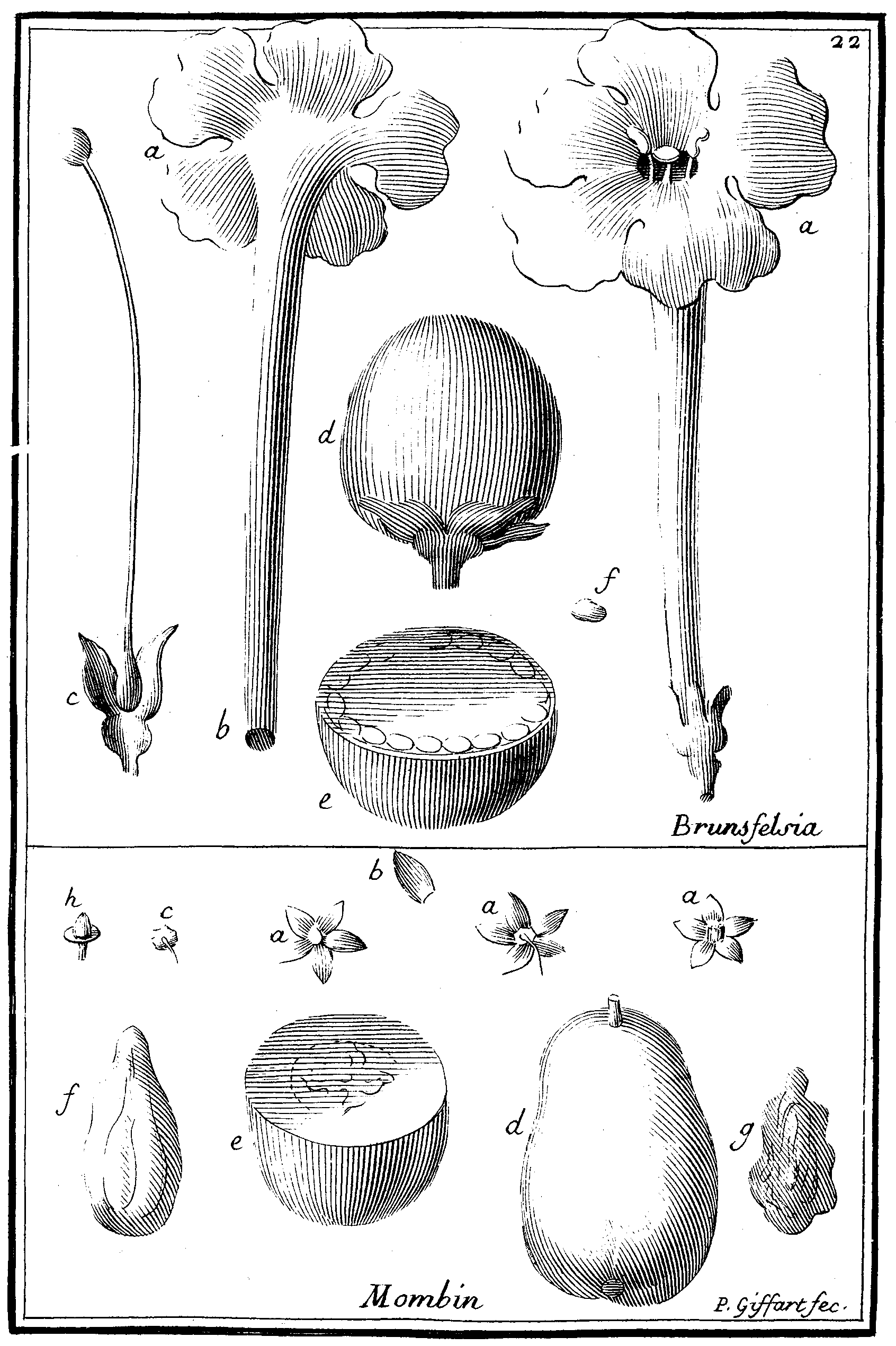
Tafel 22: „Brunsfelsia“ „Monbin“
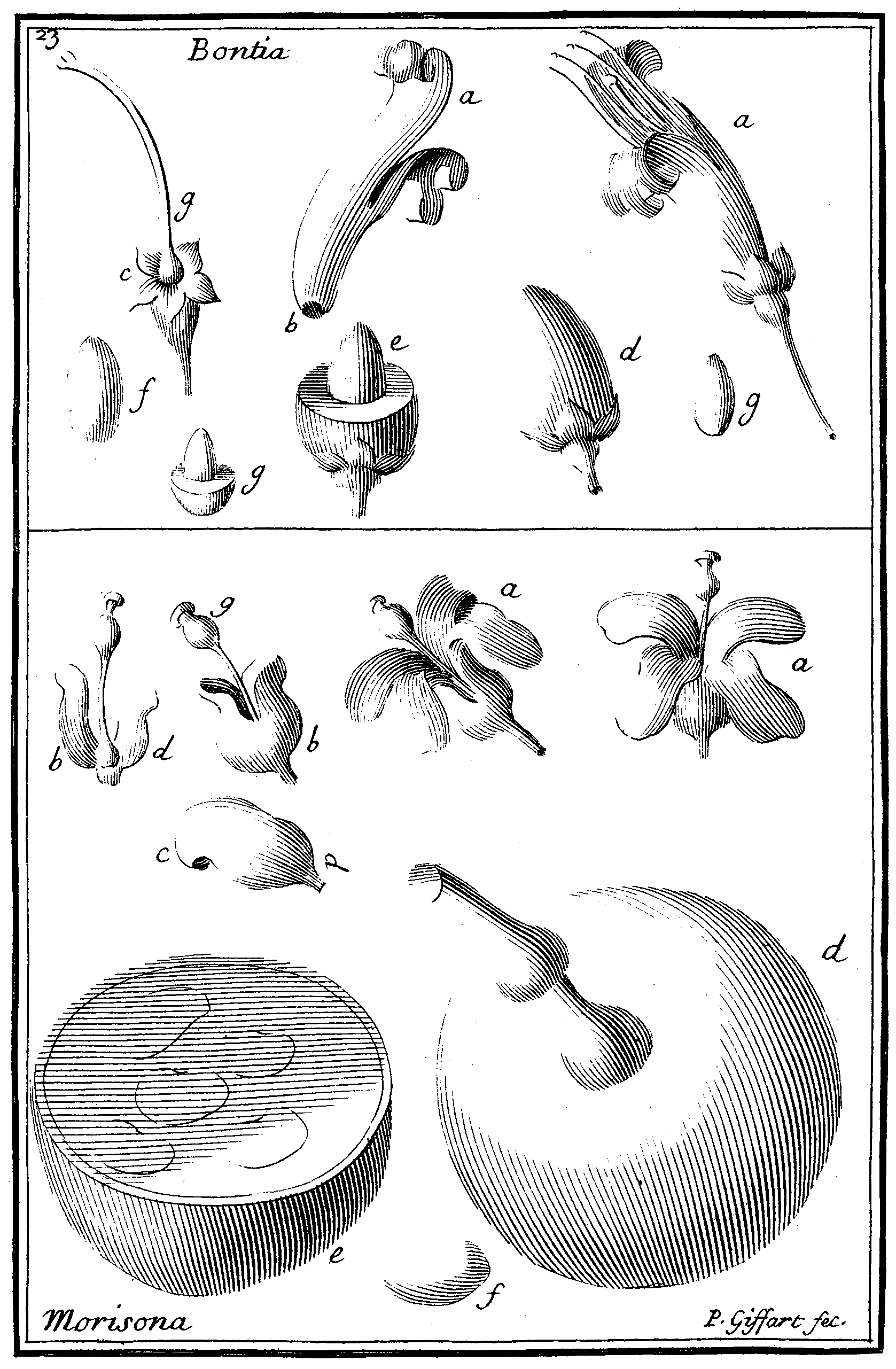
Tafel 23: „Bontia“ „Morisona“
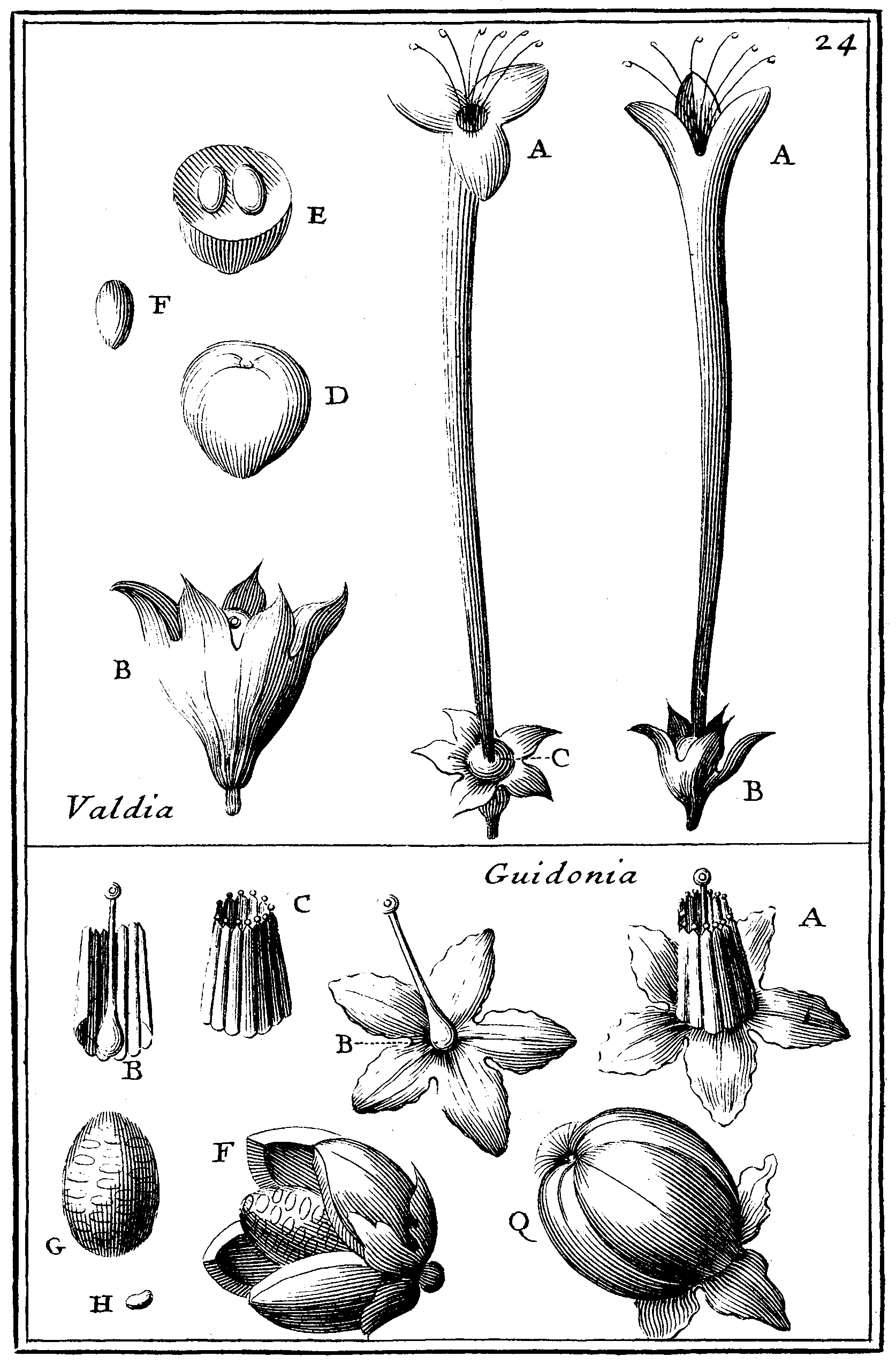
Tafel 24: „Guidonia“ „Valdia“
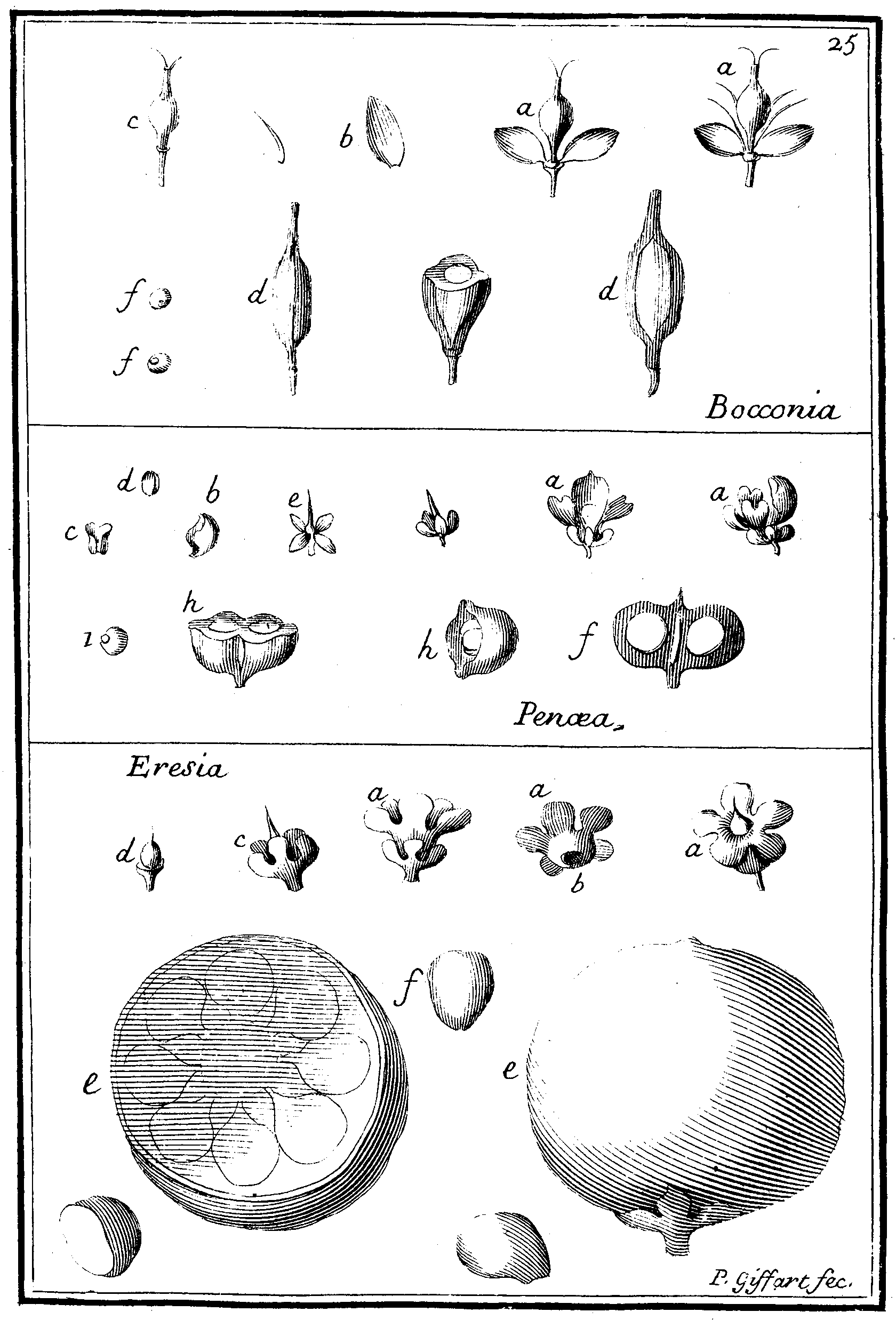
Tafel 25: „Bocconia“ „Penaea“ „Eresia“
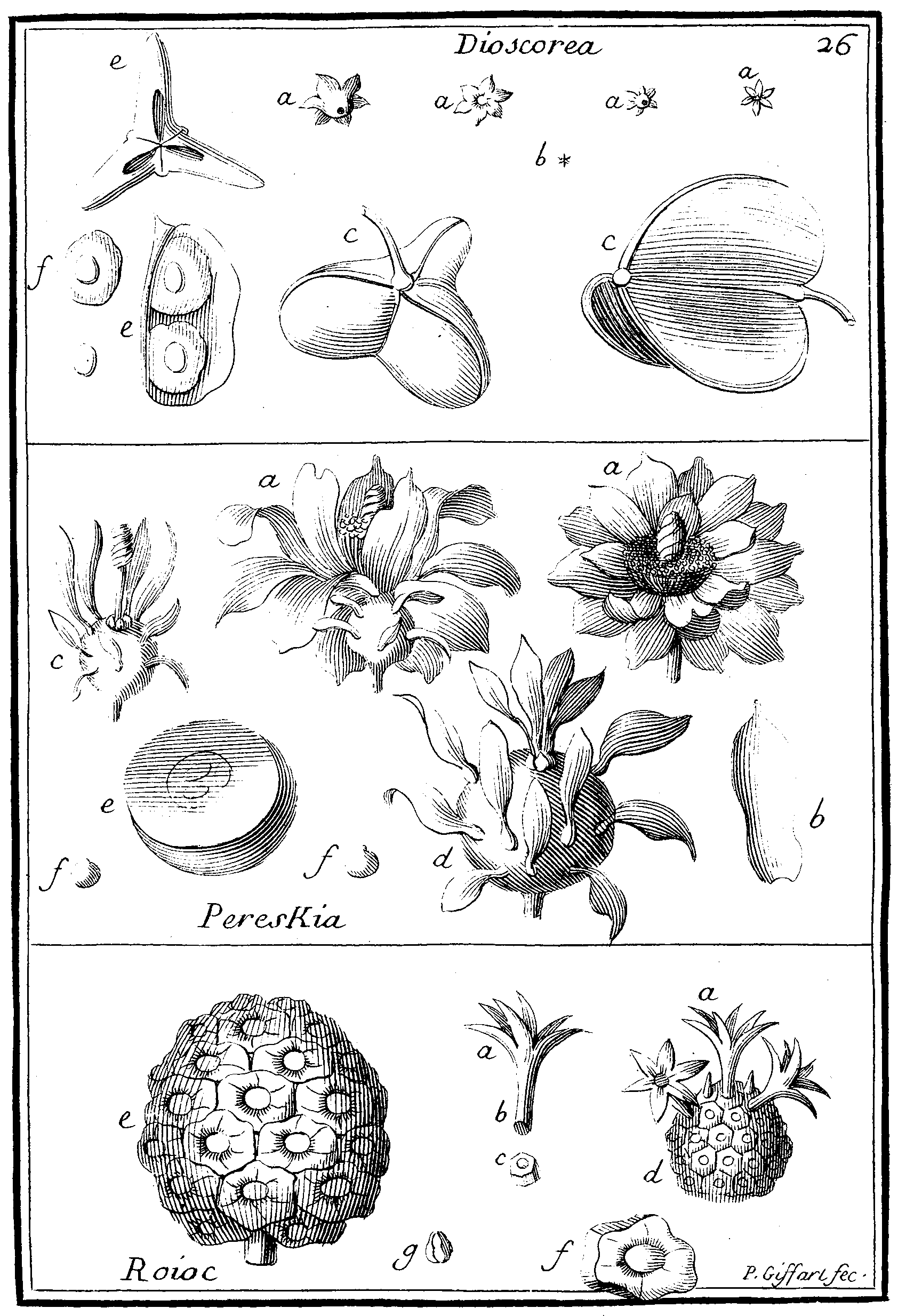
Tafel 26: „Dioscorea“ „Pereskia“ „Roioc“
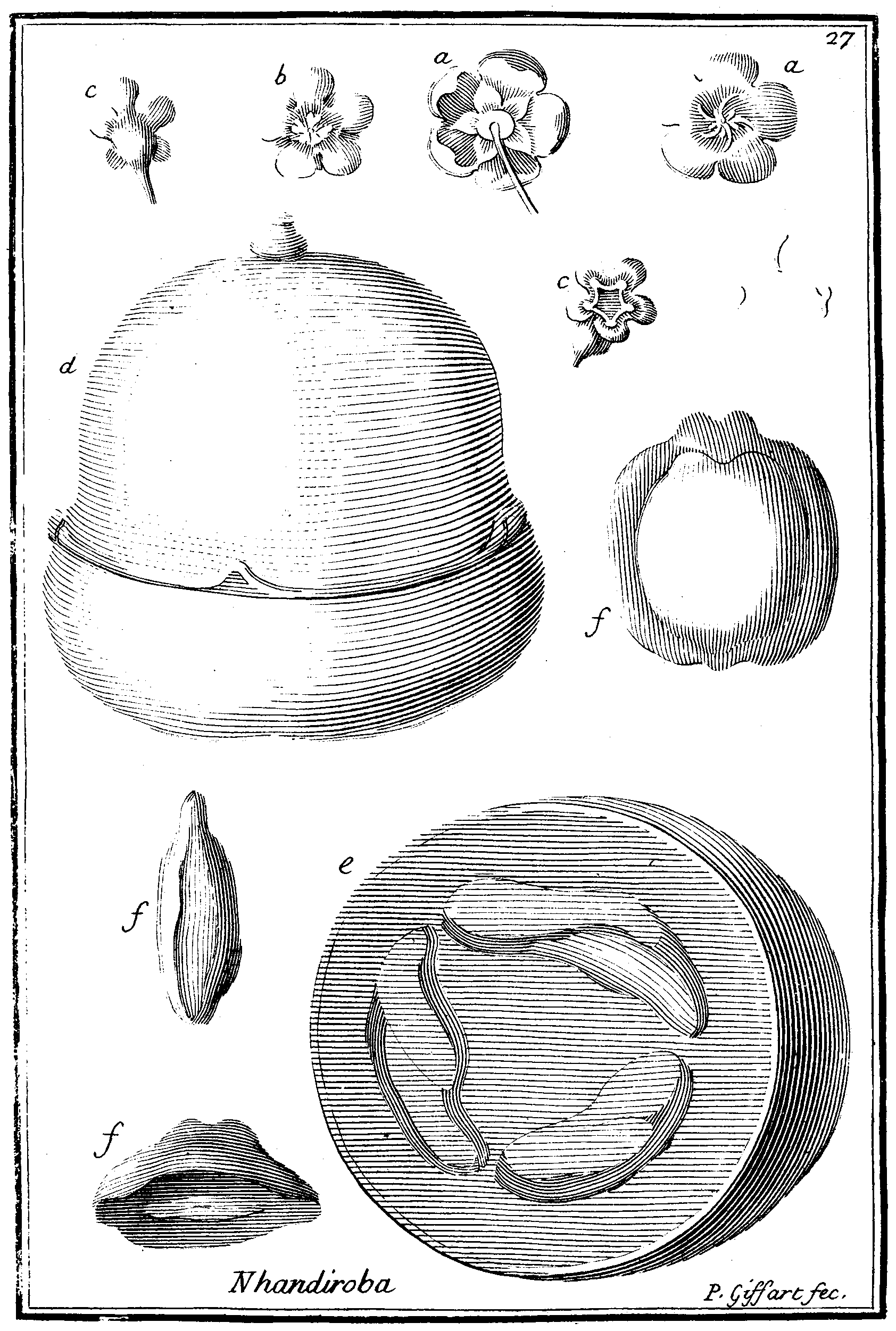
Tafel 27: „Nhandiroba“
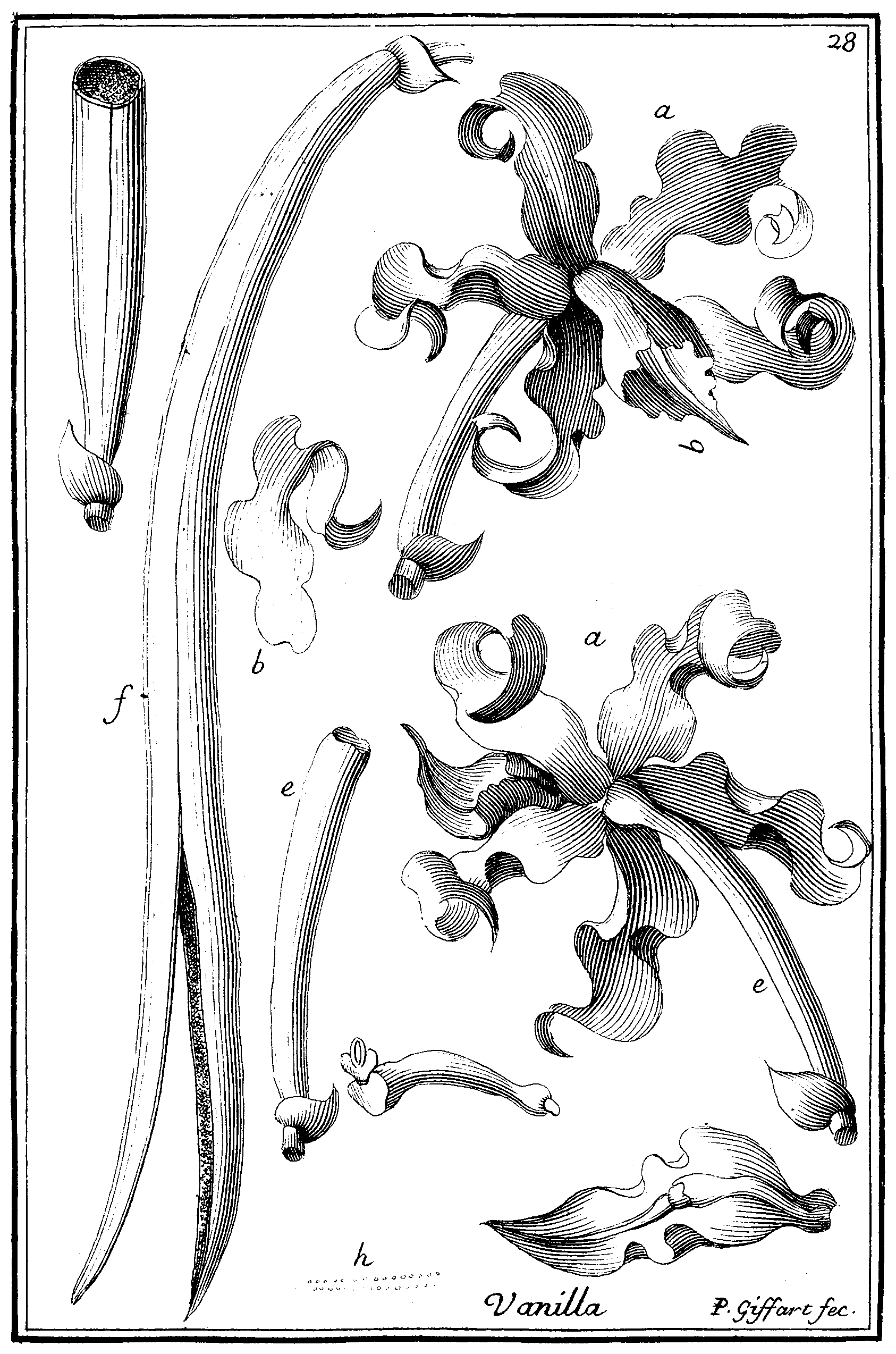
Tafel 28: „Vanilla“
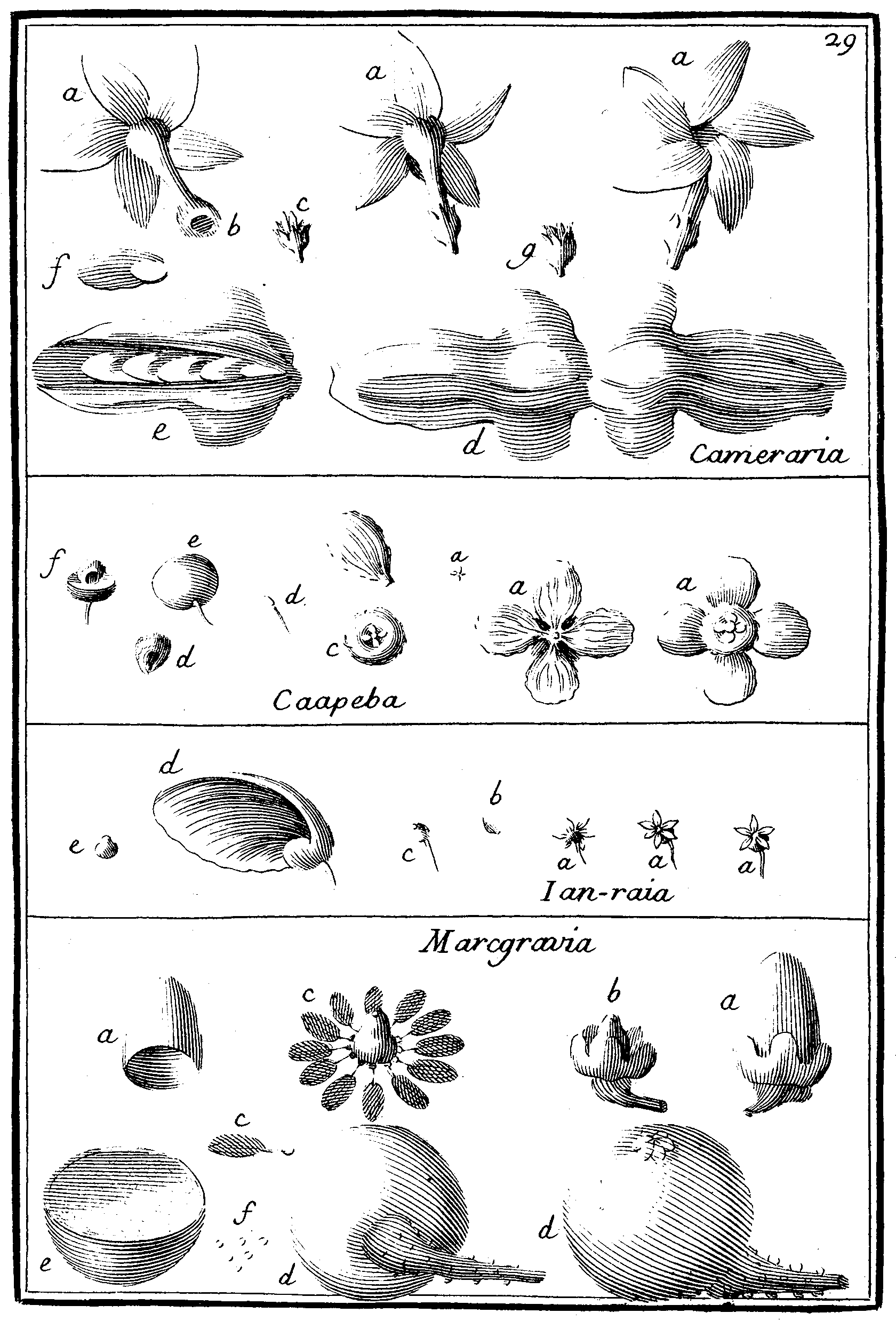
Tafel 29: „Cameraria“ „Caapeba“ „Ian-raia“ „Marcgravia“
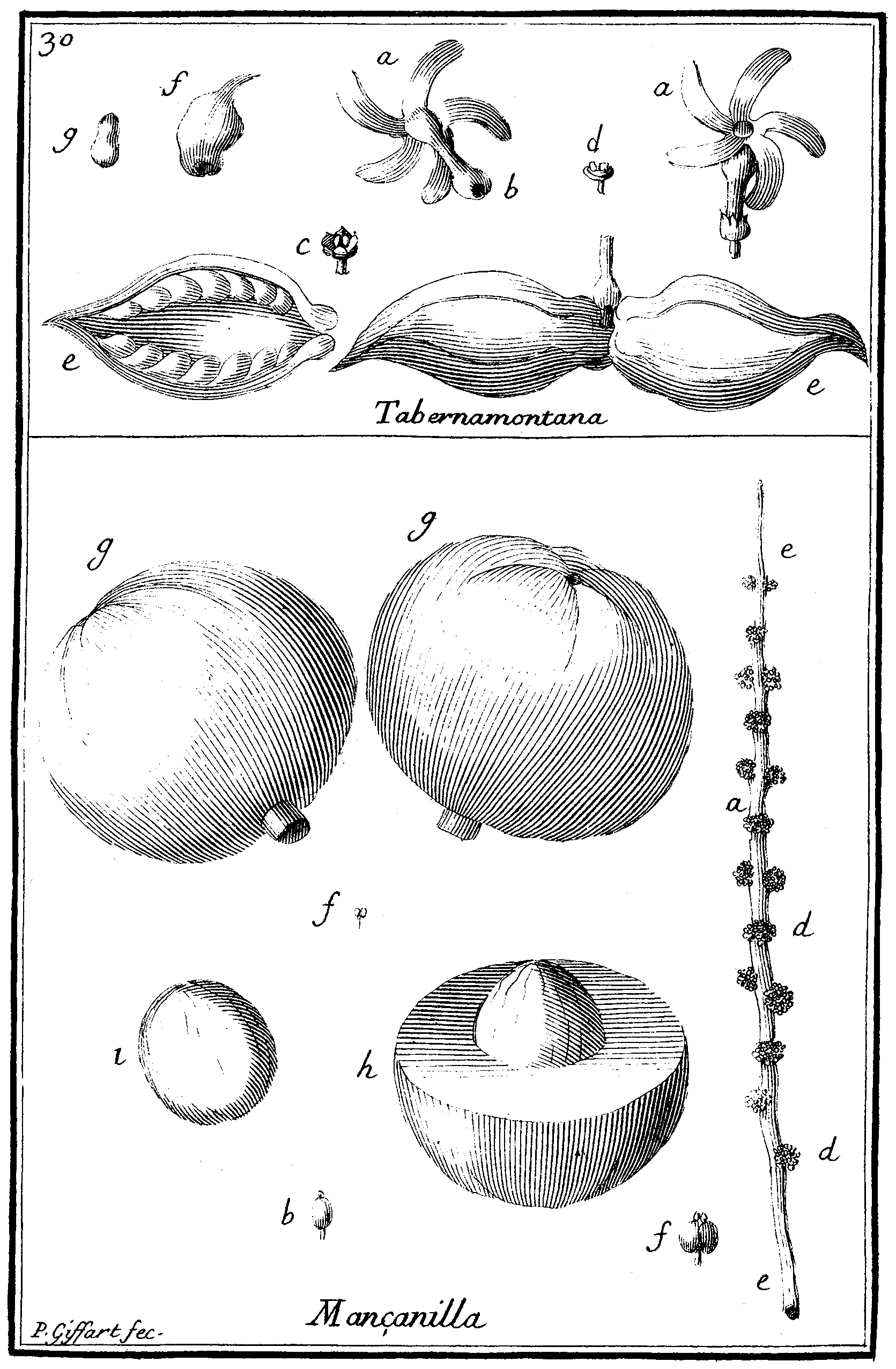
Tafel 30: „Tabernaemontana“ „Mançanilla“
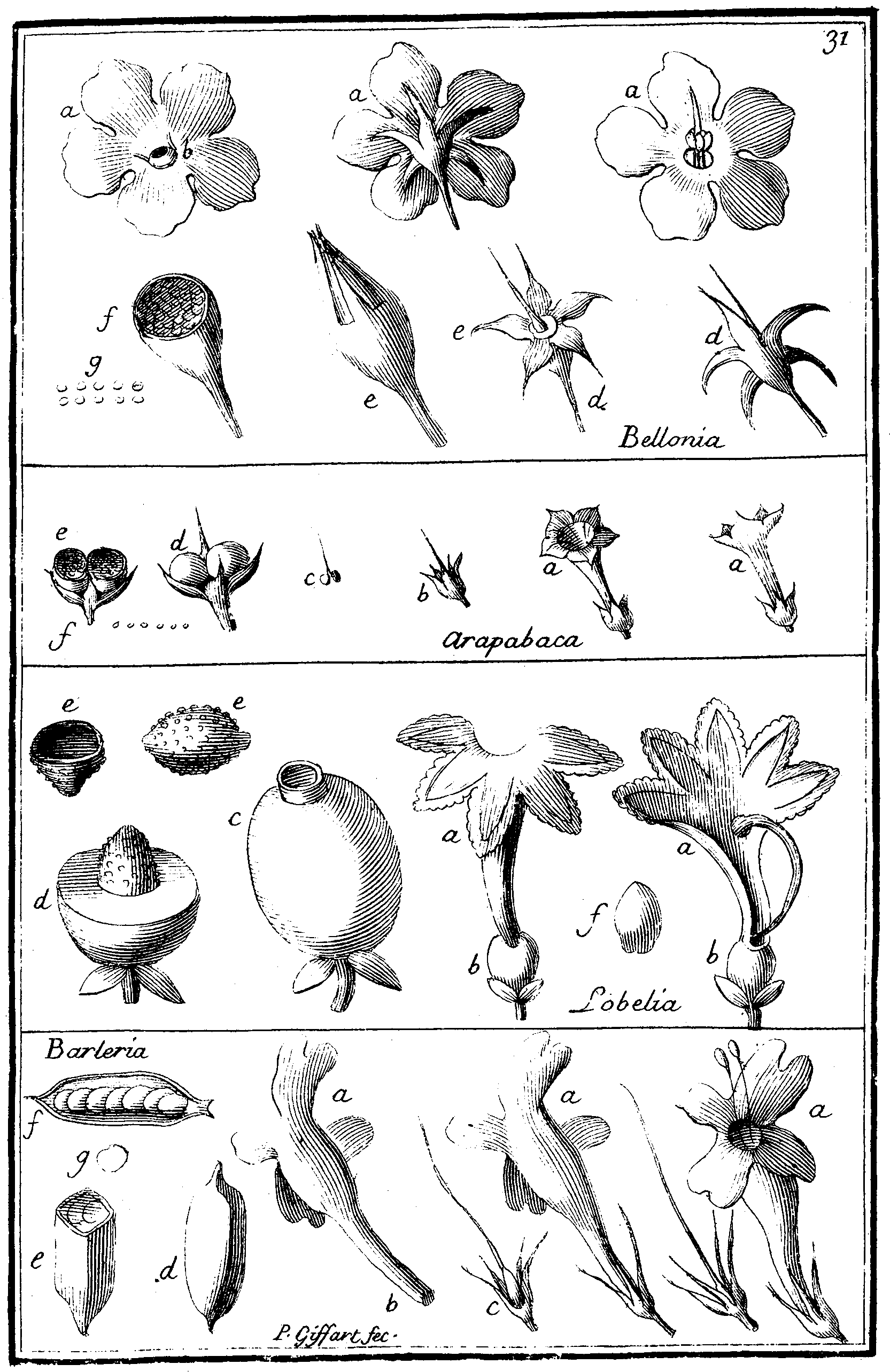
Tafel 31: „Bellonia“ „Arapabaca“ „Lobelia“ „Barleria“
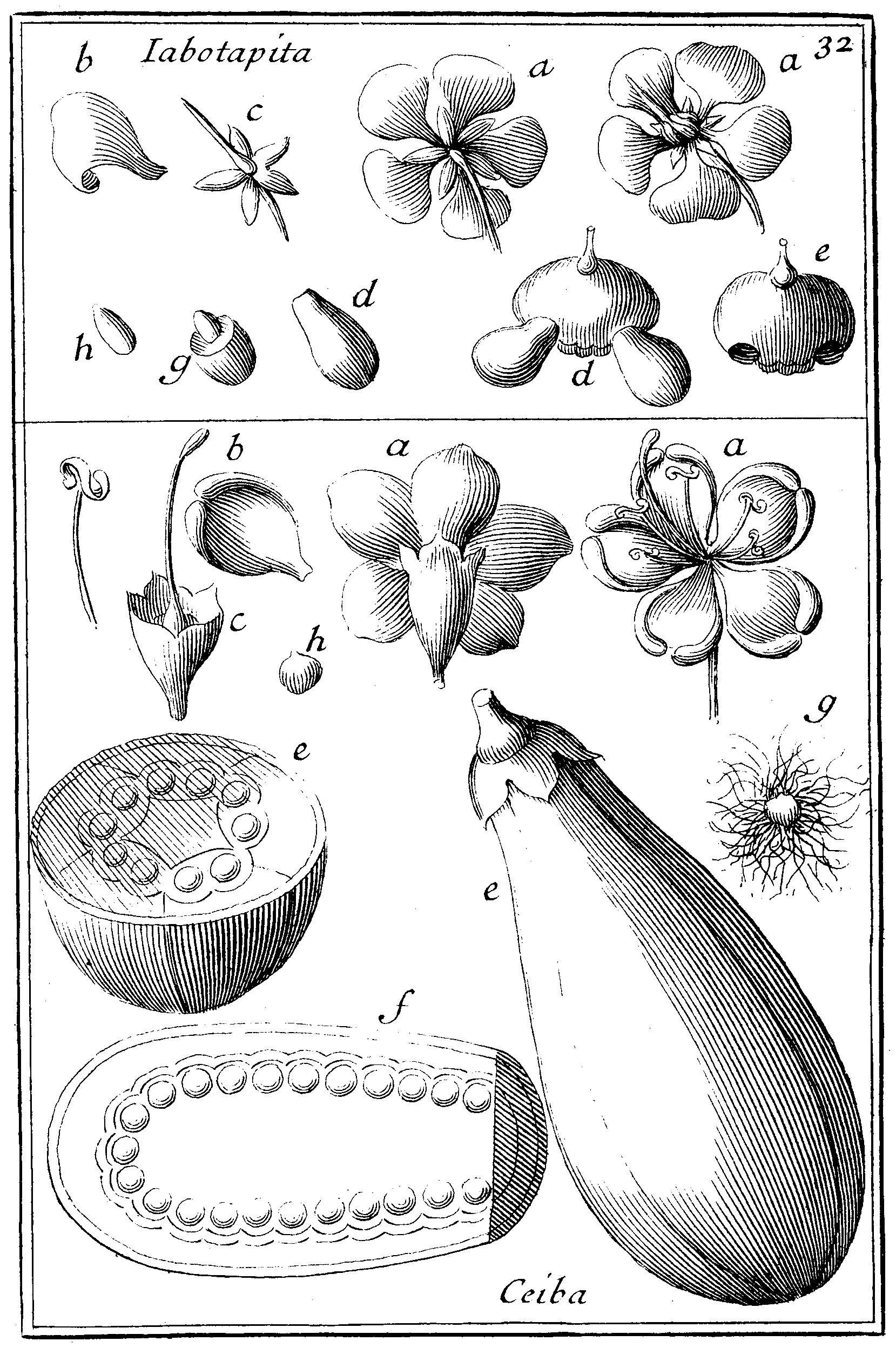
Tafel 32: „Iabotapia“ „Ceiba“
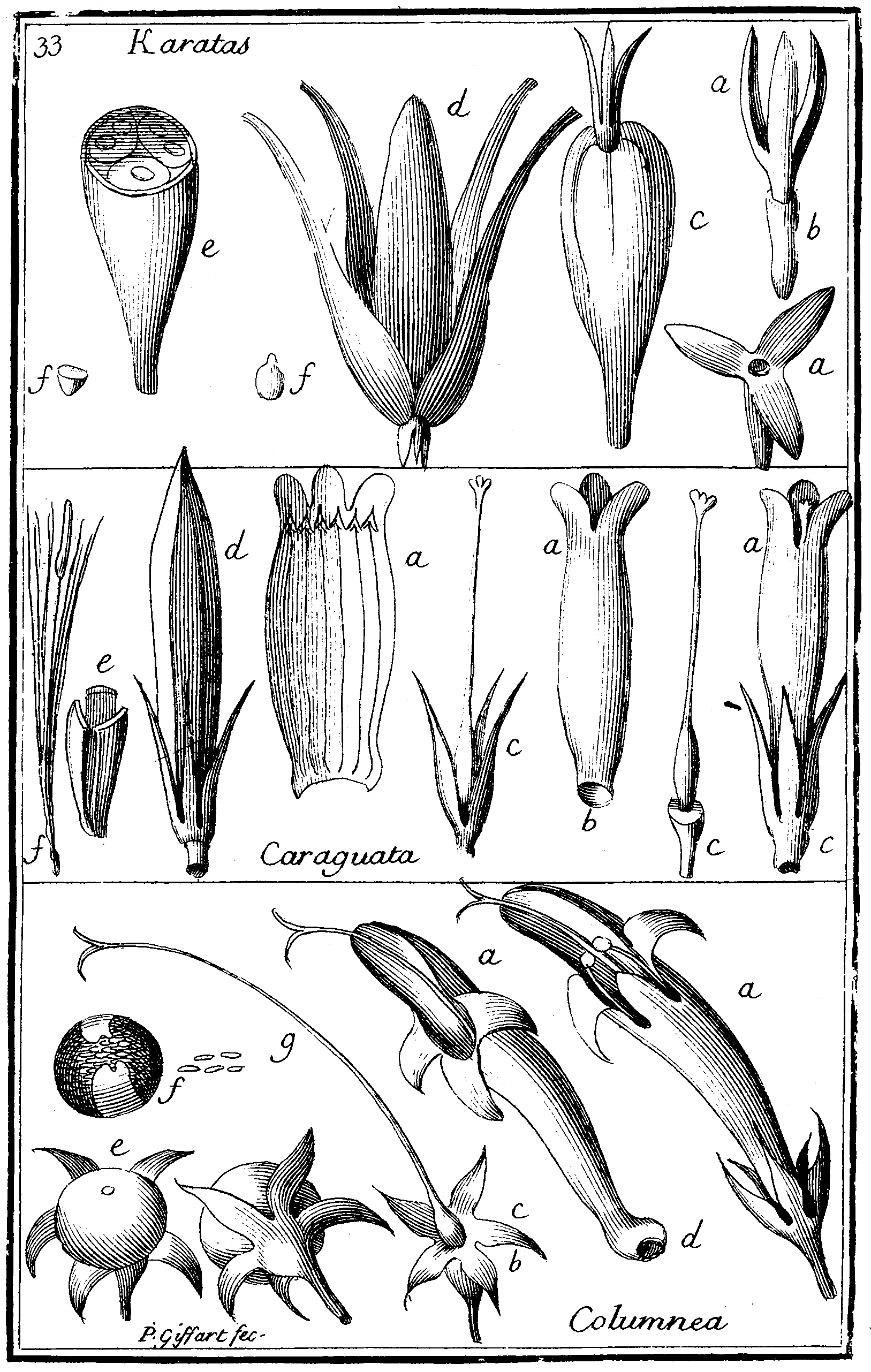
Tafel 33: „Karatas“ „Caraguata“ „Columnea“
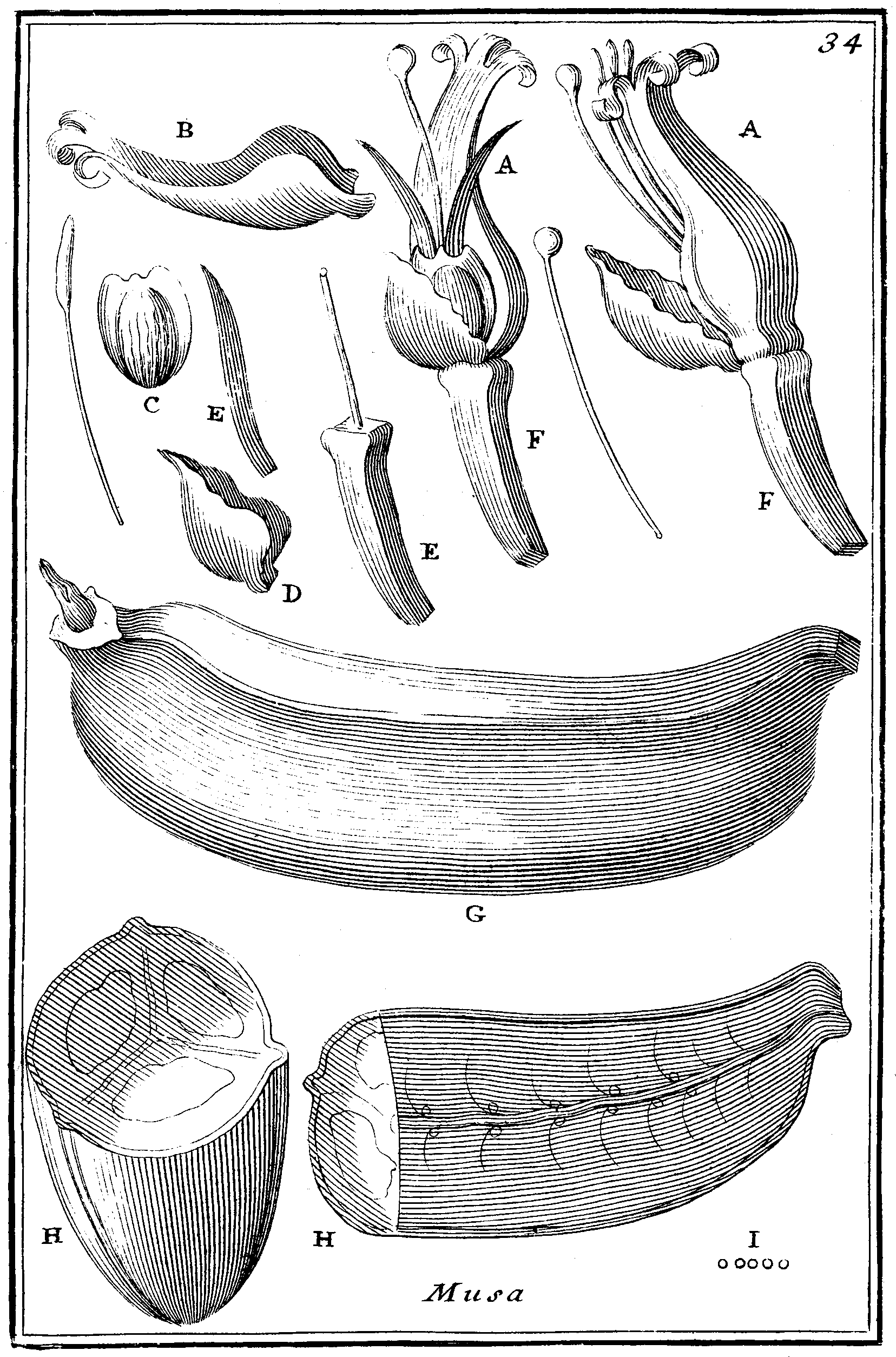
Tafel 34: „Musa“
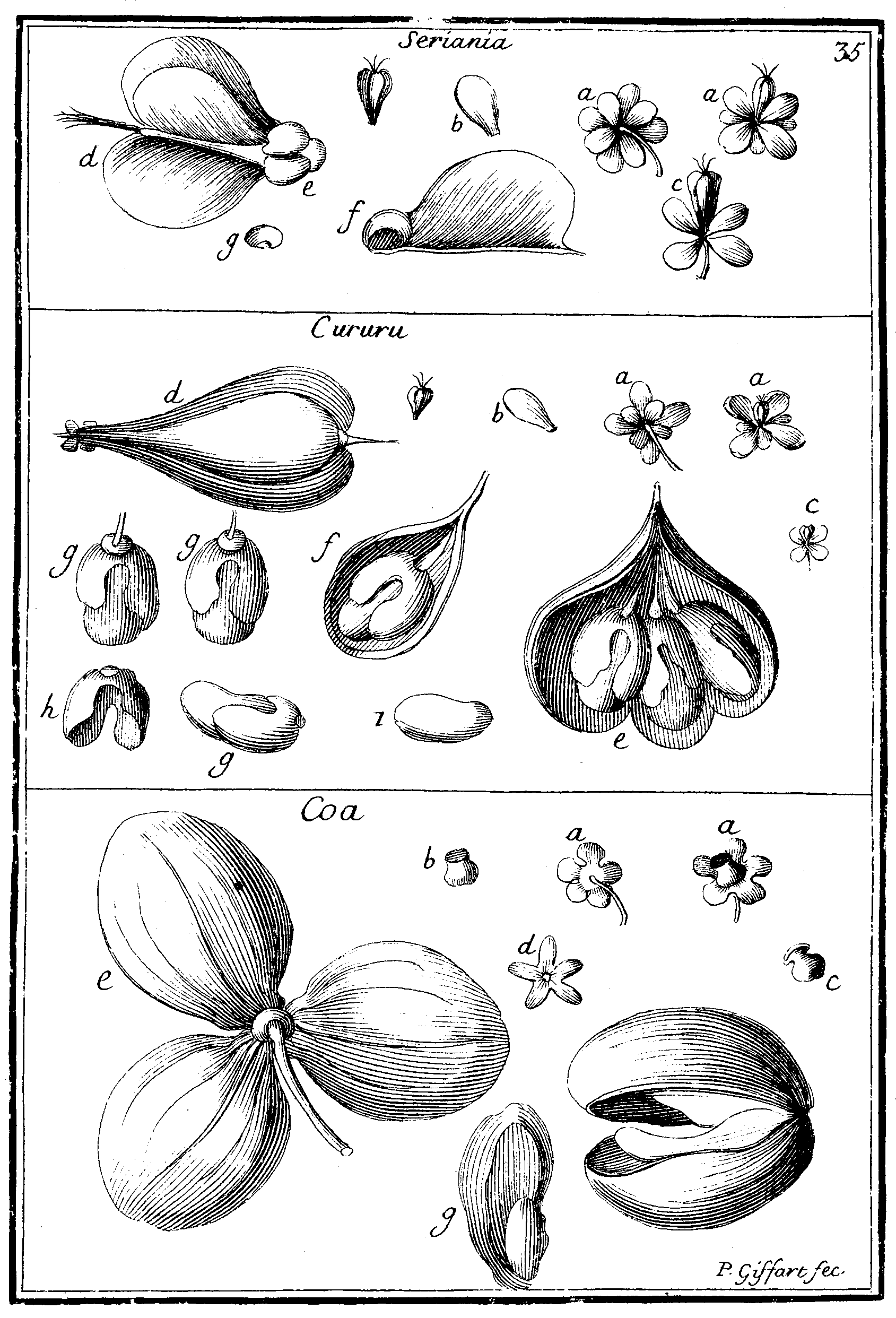
Tafel 35: „Seriania“ „Cururu“ „Coa“
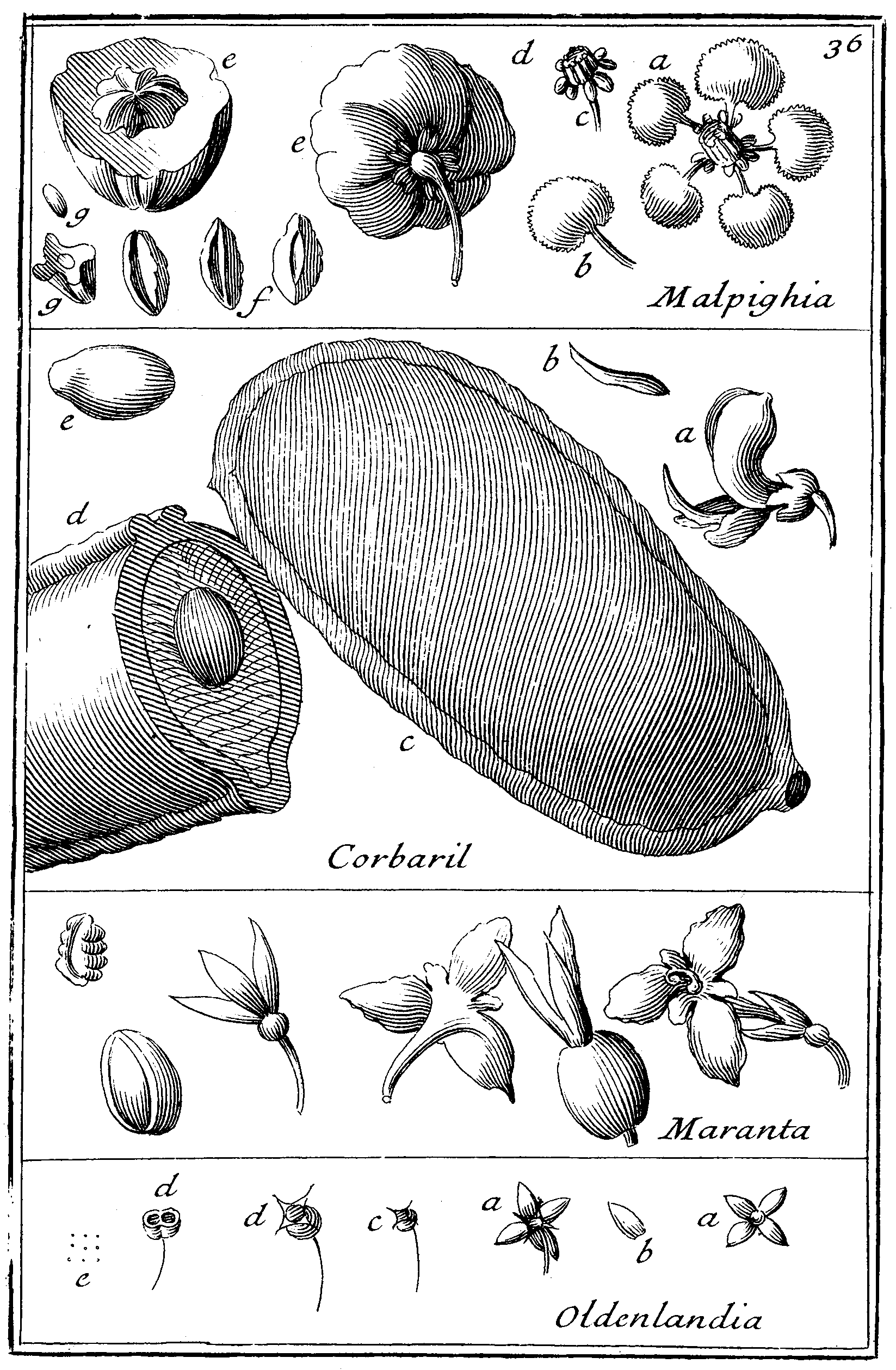
Tafel 36: „Malpighia“ „Courbaril“ „Maranta“ „Oldenlandia“
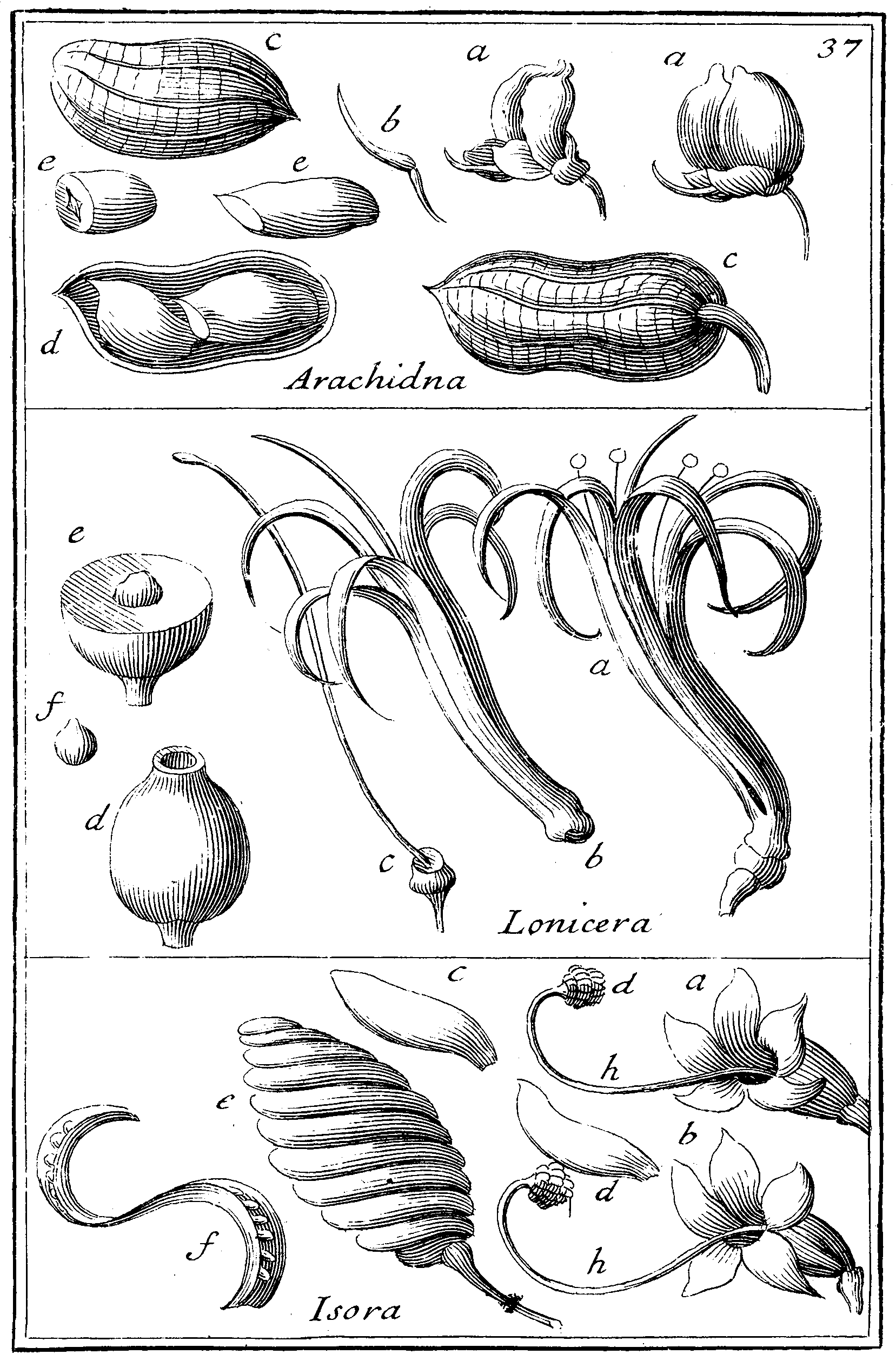
Tafel 37: „Arachidna“ „Lonicera“ „Isora“
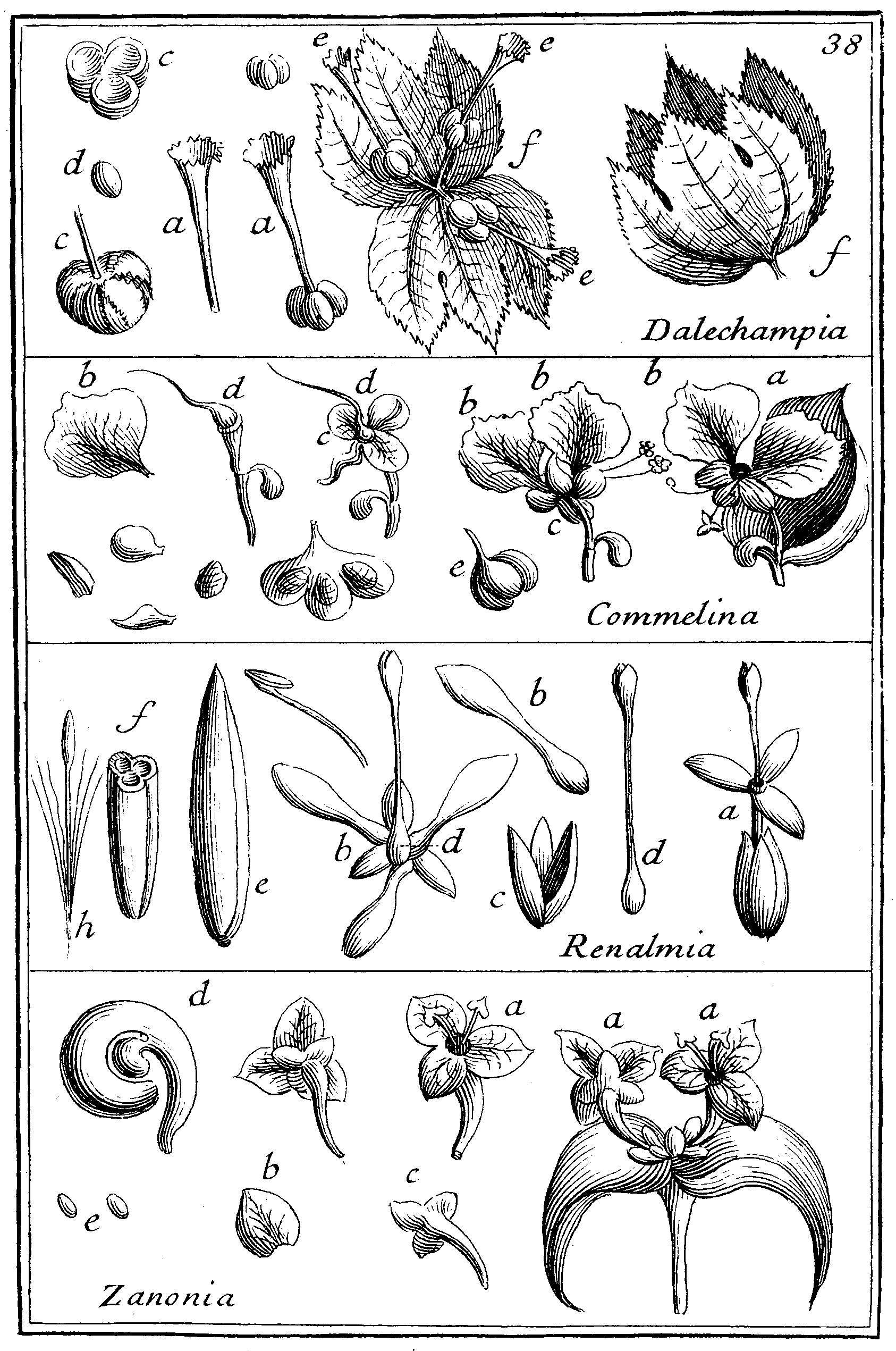
Tafel 38: „Dalechampia“ „Commelina“ „Renalmia“ „Zanonia“
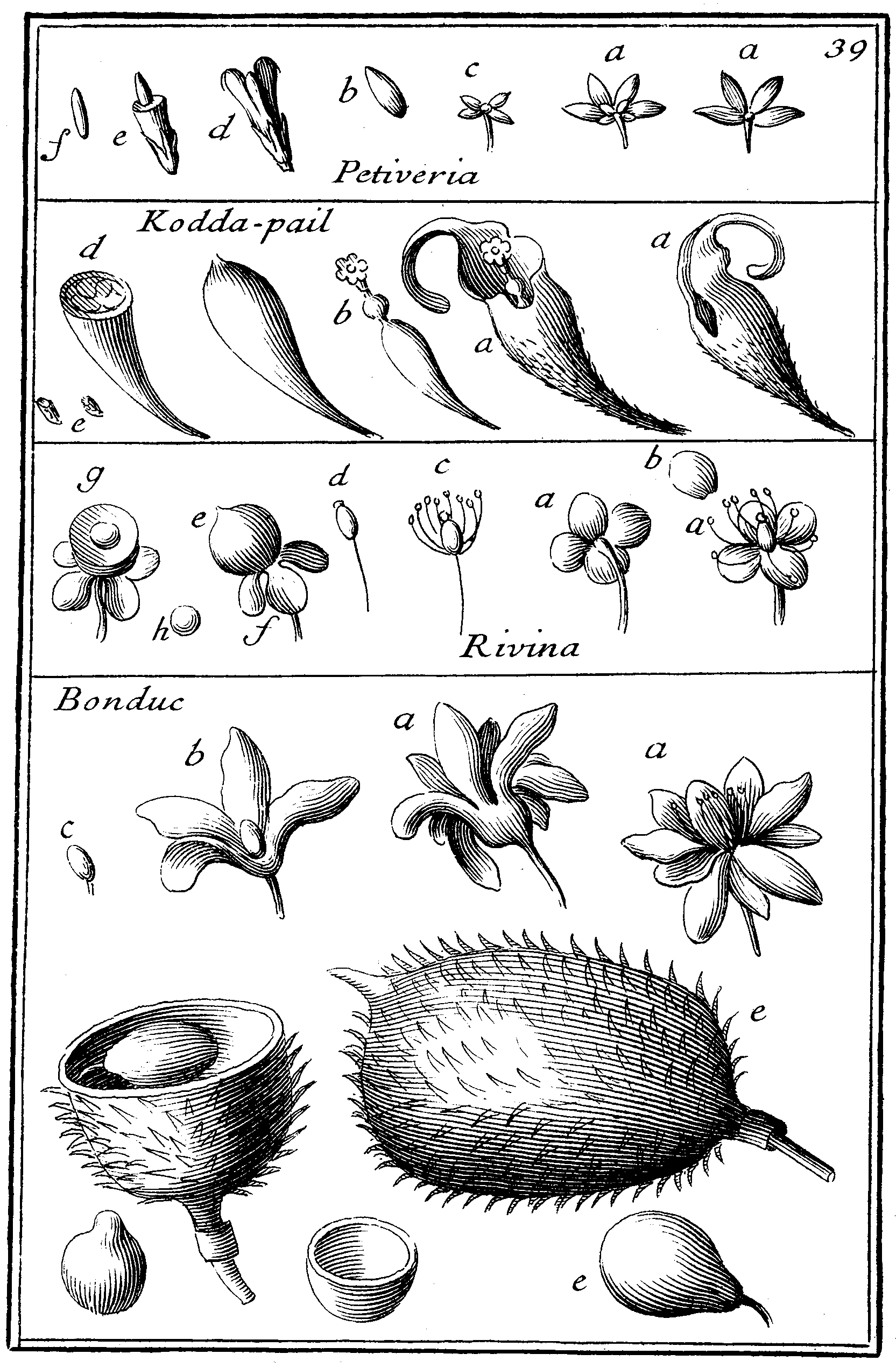
Tafel 39: „Petiveria“ „Koda-pail“ „Rivina“ „Bonduc“
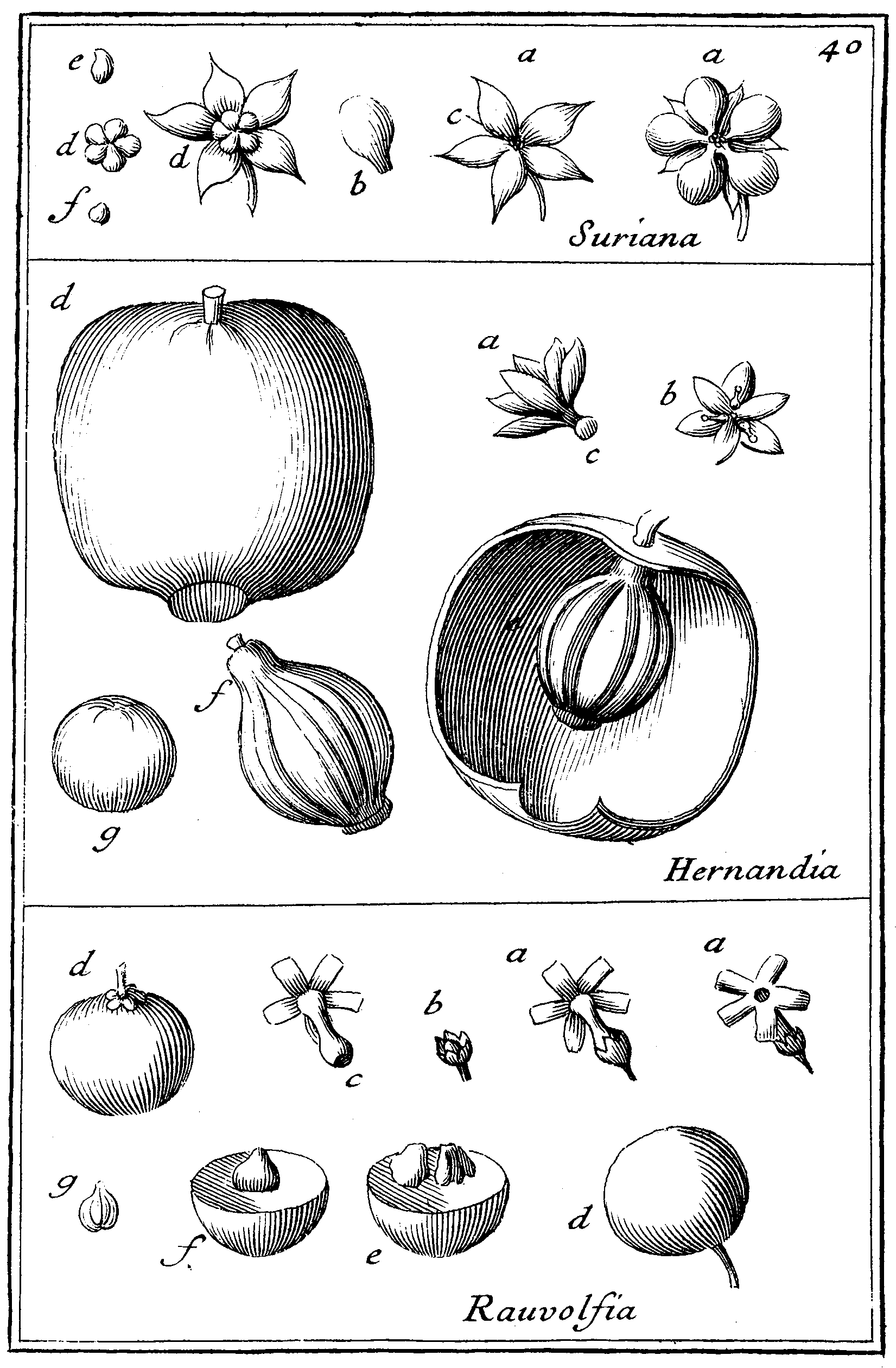
Tafel 40: „Suriana“ „Hernandia“ „Rauvolfia“

- Tafel 8:
„Cortusa“
„Dorstenia“
„Triumfetta“
„Bromelia“
- Tafel 9:
„Cainito“
„Gesneria“
„Caesalpina“
- Tafel 10:
„Guanabanus“
„Clusia“
- Tafel 11:
„Plinia“
„Alpina“
„Pisonia“
- Tafel 12:
„Dodonaea“
„Rondeletia“
„Gerardia“
„Tragia“
„Saururus“
„Turnera“
- Tafel 13:
„Bauhinia“
„Plukenetia“
- Tafel 14:
„Cordia“
„Fuchsia“
- Tafel 15:
„Mangles“
„Sloana“
- Tafel 16:
„Breynia“
„Cuiete“
- Tafel 17:
„Guaiacum“
„Cornutia“
„Castorea“
„Brossaea“
- Tafel 18:
„Guazuma“
„Calaba“
„Vanrhedia“
- Tafel 19:
„Cupania“
„Inga“
- Tafel 20:
„Bucephalon“
„Persea“
- Tafel 21:
„Tapia“
„Ximenia“
- Tafel 22:
„Brunsfelsia“
„Monbin“
- Tafel 23:
„Bontia“
„Morisona“
- Tafel 24:
„Guidonia“
„Valdia“
- Tafel 25:
„Bocconia“
„Penaea“
„Eresia“
- Tafel 26:
„Dioscorea“
„Pereskia“
„Roioc“
- Tafel 27:
„Nhandiroba“
- Tafel 28:
„Vanilla“
- Tafel 29:
„Cameraria“
„Caapeba“
„Ian-raia“
„Marcgravia“
- Tafel 30:
„Tabernaemontana“
„Mançanilla“
- Tafel 31:
„Bellonia“
„Arapabaca“
„Lobelia“
„Barleria“
- Tafel 32:
„Iabotapia“
„Ceiba“
- Tafel 33:
„Karatas“
„Caraguata“
„Columnea“
- Tafel 34:
„Musa“
- Tafel 35:
„Seriania“
„Cururu“
„Coa“
- Tafel 36:
„Malpighia“
„Courbaril“
„Maranta“
„Oldenlandia“
- Tafel 37:
„Arachidna“
„Lonicera“
„Isora“
- Tafel 38:
„Dalechampia“
„Commelina“
„Renalmia“
„Zanonia“
- Tafel 39:
„Petiveria“
„Koda-pail“
„Rivina“
„Bonduc“
- Tafel 40:
„Suriana“
„Hernandia“
„Rauvolfia“

## Nachwirkung
Carl von Linné übernahm in der 1. Auflage von Species Plantarum aus dem Jahr 1753 zahlreiche Gattungsnamen aus dem Werk von Plumier. Species Plantarum enthält selbst keine Gattungsbeschreibungen.
Diese sind in der 5. Auflage von Genera Plantarum (1754) zu finden. Im Internationalen Code der Nomenklatur für Algen, Pilze und Pflanzen (ICN)
ist daher festgelegt, dass beide Werke zeitgleich am 1. Mai 1753 veröffentlicht wurden. Weicht die Schreibweise eines Gattungsnamens in beiden Werken voneinander ab, dann ist gemäß Artikel 13.4 des ICN die in Species Plantarum verwendete Schreibweise die korrekte. Die in der 5. Auflage von Genera Plantarum aufgeführten plumiersche Schreibweise „Caesalpina“ für die Gattung Caesalpinia und „Morisona“ für die Gattung Morisonia sind daher nicht korrekt.
Von Plumier nach einheimischen Bezeichnungen vergebene Gattungsnamen verwarf Linné gemäß seiner in Philosophia Botanica aufgestellten Regel: „Nomina generica, quae ex graeca vel latina lingua radicem non habent, rejicienda sunt“ (Gattungsnamen, die keinen griechischen oder lateinischen Stamm haben, sind abzulehnen). Lediglich den in Europa lange bekannten Gattungsnamen Guaiacum („Guajak“) behielt er bei.
Den persischen Gattungsnamen Musa hatte Linné bereits 1736 in seiner Monografie Musa Cliffortiana auf Antonius Musa umgewidmet.
Von Linné verworfene Namen wurden unter anderem von Philip Miller in seiner Kurzfassung des Gardeners Dictionary (1754) und von Michel Adanson in Familles des Plantes (1763) wieder aufgegriffen.

## Beschriebene Gattungen
Der gegenwärtig akzeptierte Name ist der von Kew Gardens betriebenen Online-Datenbank Plants of the World Online (POWO) entnommen.
| Nr. | Plumier           | Tafel | Linné (1753)    | andere | akzeptiert als                      | benannt nach                                | Anmerkung                                                                |
| --- | ----------------- | ----- | --------------- | --- | ----------------------------------- | ------------------------------------------- | ------------------------------------------------------------------------ |
| 1   | „Palma“           | 1     | Phoenix         | Palma Mill. (1754) | Phoenix L.                          |                                             |                                                                          |
| 2   | „Borbonia“        | 2     | Laurus          | | Laurus L.                           | Gaston de Bourbon, duc d’Orléans            | non Borbonia L. (1753)                                                   |
| 3   | „Guidonia“        | 24    | Samyda          | | Guarea L. (1771)                    | Guy-Crescent Fagon                          | Samyda nom. rej.                                                         |
| 4   | „Pittonia“        | 3     | Tournefortia    | | Tournefortia L.                     | Joseph Pitton de Tournefort                 |                                                                          |
| 5   | „Brossaea“        | 17    | Brossaea        | | Gaultheria L.                       | Guy de La Brosse                            |                                                                          |
| 6   | „Ximenia“         | 21    | Ximenia         | | Ximenia L.                          | Francisco Ximénez                           |                                                                          |
| 7   | „Hernandia“       | 40    | Hernandia       | | Hernandia L.                        | Francisco Hernandez de Toledo               |                                                                          |
| 8   | „Pisonia“         | 11    | Pisonia         | | Pisonia L.                          | Willem Piso                                 |                                                                          |
| 9   | „Marcgravia“      | 29    | Marcgravia      | | Marcgravia L.                       | Georg Marggraf                              |                                                                          |
| 10  | „Coa“             | 35    | Hippocratea     | Coa Mill. (1754) Coa Adans. (1763, nom. illeg.)                                                                                  | Hippocratea L.                      | Hippokrates von Kos                         |                                                                          |
| 11  | „Eresia“          | 25    | Theophrasta     | | Theophrasta L.                      | Theophrastos von Eresos                     |                                                                          |
| 12  | „Dioscorea“       | 26    | Dioscorea       | | Dioscorea L.                        | Pedanios Dioscurides                        |                                                                          |
| 13  | „Plinia“          | 11    | Plinia          | Plinia Blanco (1837, nom. illeg.)                                                                                                | Plinia L.                           | Gaius Plinius Secundus                      |                                                                          |
| 14  | „Cainito“         | 9     | Chrysophyllum   | Cainito Adans. (1763, nom. superfl.)                                                                                             | Chrysophyllum L.                    |                                             |                                                                          |
| 15  | „Caraguata“       | 33    | Tillandsia      | Caraguata Adans. (1763, nom. superfl.) Caraguata Lindl. (1827, nom. illeg.)                                                      | Tillandsia L.                       |                                             |                                                                          |
| 16  | „Karatas“         | 33    | Bromelia        | Karatas Mill. (1754) | Bromelia L.                         |                                             |                                                                          |
| 17  | „Arapabaca“       | 31    | Spigelia        | Arapabaca Adans. (1763, nom. superfl.?)                                                                                          | Spigelia L.                         |                                             |                                                                          |
| 18  | „Roioc“           | 26    | Morinda         | | Morinda L.                          |                                             |                                                                          |
| 19  | „Valdia“          | 24    | Ovieda          | Valdia Adans. (1763, nom. superfl.?)                                                                                             | Ovieda L.                           | Gonzalo Fernández de Oviedo y Valdés        |                                                                          |
| 20  | „Ruellia“         | 2     | Ruellia         | | Ruellia L.                          | Jean Ruel                                   |                                                                          |
| 21  | „Brunsfelsia“     | 22    | „Brunsfelsia“   | | Brunfelsia L.                       | Otto Brunfels                               | Brunfelsia (nom. et orth. cons.)                                         |
| 22  | „Inga“            | 19    | Mimosa          | Inga Mill. (1754) Inga Scop. (1777, nom. illeg.)                                                                                 | Inga Mill. (1754)                   |                                             |                                                                          |
| 23  | „Mangles“         | 15    | Rhizophora      | | Rhizophora L.                       |                                             |                                                                          |
| 24  | „Cordia“          | 14    | Cordia          | Cordia Rchb. (1837, nom. illeg.)                                                                                                 | Cordia L.                           | Euricius und Valerius Cordus                | Cordia (nom. et typ. cons.)                                              |
| 25  | „Tragia“          | 12    | Tragia          | | Tragia L.                           | Tragus (Hieronymus Bock)                    |                                                                          |
| 26  | „Fuchsia“         | 14    | Fuchsia         | Fuchsia Sw. (1788, nom. illeg.)                                                                                                  | Fuchsia L.                          | Leonhart Fuchs                              |                                                                          |
| 27  | „Rondeletia“      | 12    | Rondeletia      | | Rondeletia L.                       | Guillaume Rondelet                          |                                                                          |
| 28  | „Turnera“         | 12    | Turnera         | | Turnera L.                          | William Turner                              |                                                                          |
| 29  | „Matthiola“       | 6     | Matthiola       | | Guettarda L.                        | Pietro Andrea Mattioli                      | Matthiola (nom. rej.); Matthiola W.T.Aiton (1812, nom. et orth. cons.)   |
| 30  | „Maranta“         | 36    | Maranta         | |                                     | Bartolomeo Maranta                          |                                                                          |
| 31  | „Lonicera“        | 37    | Lonicera        | Lonicera Boehm. (1760) Lonicera Adans. (1763) Lonicera Gaertn. (1788)                                                            | Lonicera L.                         | Adam Lonitzer                               |                                                                          |
| 32  | „Dalechampia“     | 38    | Dalechampia     | | Dalechampia L.                      | Jacques Daléchamps                          |                                                                          |
| 33  | „Tabernaemontana“ | 30    | Tabernaemontana | | Tabernaemontana L.                  | Tabernaemontanus                            |                                                                          |
| 34  | „Cameraria“       | 29    | Cameraria       | Cameraria Fabr. (1759) Cameraria Boehm. (1760)                                                                                   | Cameraria L.                        | Joachim Camerarius der Jüngere              |                                                                          |
| 35  | „Rauvolfia“       | 40    | Rauvolfia       | | Rauvolfia L.                        | Leonhard Rauwolf                            |                                                                          |
| 36  | „Bellonia“        | 31    | Bellonia        | | Bellonia L.                         | Pierre Belon                                |                                                                          |
| 37  | „Nhandiroba“      | 27    | Fevillea        | Nhandiroba Adans. (1763) | Fevillea L.                         |                                             |                                                                          |
| 38  | „Dodonaea“        | 12    | Ilex            | Dodonaea Mill. (1754) Dodonaea Boehm. (1760, nom. illeg.) Dodonaea Jacq. (1760, nom. illeg.) Dodonaea Adans. (1763, nom. illeg.) | Dodonaea Mill. (1754)               | Rembert Dodoens                             |                                                                          |
| 39  | „Clusia“          | 10    | Clusia          | | Clusia L.                           | Carolus Clusius                             |                                                                          |
| 40  | „Lobelia“         | 31    | Lobelia         | | Lobelia L.                          | Lobelius                                    |                                                                          |
| 41  | „Penaea“          | 25    | Penaea          | | Penaea L.                           | Pierre Pena                                 |                                                                          |
| 42  | „Tapia“           | 21    | Crateva         | Tapia Mill. (1754) | Crateva L.                          |                                             |                                                                          |
| 43  | „Cuiete“          | 16    | Crescentia      | | Crescentia L.                       |                                             |                                                                          |
| 44  | „Bauhinia“        | 13    | Bauhinia        | | Bauhinia L.                         | Johann und Caspar Bauhin                    |                                                                          |
| 45  | „Isora“           | 37    | Helicteres      | Isora Mill. (1754, nom. superfl.?)                                                                                               | Helicteres L.                       |                                             |                                                                          |
| 46  | „Musa“            | 34    | Musa            | | Musa L.                             |                                             | Name von Linné umgewidmet                                                |
| 47  | „Bonduc“          | 39    | Guilandina      | Bonduc Mill. (1754, nom. superfl.) Bonduc Adans. (1763, nom. illeg.)                                                             | Guilandina L.                       |                                             |                                                                          |
| 48  | „Vanilla“         | 28    | Epidendrum      | Vanilla Mill. (1754) | Vanilla Mill. (1754)                |                                             |                                                                          |
| 49  | „Parkinsonia“     | 3     | Parkinsonia     | | Parkinsonia L.                      | John Parkinson                              |                                                                          |
| 50  | „Cortusa“         | 8     | Cortusa         | | Primula L.                          | Giacomo Antonio Cortusi                     |                                                                          |
| 51  | „Alpina“          | 11    | Alpinia         | | Renealmia L.f. (1782, nom. cons.)   | Prospero und Francesco Alpino               | Alpinia (nom. rej.)                                                      |
| 52  | „Gesneria“        | 9     | Gesneria        | | Gesneria L.                         | Conrad Gesner                               |                                                                          |
| 53  | „Columnea“        | 33    | Columnea        | | Columnea L.                         | Fabius Columna                              |                                                                          |
| 54  | „Caesalpina“      | 9     | Caesalpinia     | | Caesalpinia L.                      | Andrea Cesalpino                            |                                                                          |
| 55  | „Besleria“        | 5     | Besleria        | | Besleria L.                         | Basilius Besler                             |                                                                          |
| 56  | „Dorstenia“       | 8     | Dorstenia       | | Dorstenia L.                        | Theodor Dorsten                             |                                                                          |
| 57  | „Koda-pail“       | 39    | Pistia          | | Pistia L.                           |                                             |                                                                          |
| 58  | „Castorea“        | 17    | Duranta         | Castorea Mill. (1754) | Duranta L.                          | Castore Durante                             |                                                                          |
| 59  | „Gerardia“        | 12    | Gerardia        | | Stenandrium Nees (1836, nom. cons.) | John Gerard                                 | Gerardia (nom. rej.)                                                     |
| 60  | „Barleria“        | 31    | Barleria        | | Barleria L.                         | Jacques Barrelier                           |                                                                          |
| 61  | „Camara“          | 2     | Lantana         | |                                     | Lantana L.                                  |                                                                          |
| 62  | „Bontia“          | 23    | Bontia          | | Bontia L.                           | Jacobus Bontius                             |                                                                          |
| 63  | „Cornutia“        | 17    | Cornutia        | | Cornutia L.                         | Jacques Philippe Cornut                     |                                                                          |
| 64  | „Caapeba“         | 29    | Cissampelos     | Caapeba Mill. (1754) | Cissampelos L.                      |                                             |                                                                          |
| 65  | „Ian-raia“        | 29    | Rajania         | | Dioscorea L.                        | John Ray                                    |                                                                          |
| 66  | „Cururu“          | 35    | Paullinia       | Cururu Mill. (1754) | Paullinia L.                        |                                             |                                                                          |
| 67  | „Seriania“        | 35    | Paullinia       | Serjania Mill. (1754) | Serjania Mill. (1754)               | Philippe Sergeant                           |                                                                          |
| 68  | „Pereskia“        | 26    | Cactus          | Pereskia Mill. (1754) | Pereskia Mill. (1754)               | Nicolas-Claude Fabri de Peiresc             |                                                                          |
| 69  | „Bocconia“        | 25    | Bocconia        | | Bocconia L.                         | Paolo Boccone                               |                                                                          |
| 70  | „Guazuma“         | 18    | Theobroma       | Guazuma Mill. (1754) Guazuma Adans. (1763, nom. illeg.)                                                                          | Guazuma Mill. (1754)                |                                             |                                                                          |
| 71  | „Morisona“        | 23    | Morisonia       | | Morisonia L.                        | Robert Morison                              |                                                                          |
| 72  | „Suriana“         | 40    | Suriana         | | Suriana L.                          | Joseph Donat Surian                         |                                                                          |
| 73  | „Renalmia“        | 38    | Renealmia       | | Tillandsia L.                       | Paul Reneaulme                              | Renealmia (nom. rej.)                                                    |
| 74  | „Zanonia“         | 38    | Zanonia         | | Zanonia L.                          | Giacomo Zanoni                              |                                                                          |
| 75  | „Magnolia“        | 7     | Magnolia        | | Magnolia L.                         | Pierre Magnol                               |                                                                          |
| 76  | „Guaiacum“        | 17    | Guajacum        | | Guaiacum L. (orth. cons.)           |                                             |                                                                          |
| 77  | „Calaba“          | 18    | Calophyllum     | Calaba Mill. (1754) | Calophyllum L.                      |                                             |                                                                          |
| 78  | „Breynia“         | 16    |                 | | Morisonia L.                        | Jakob Breyne                                | Breynia (nom. rej.); non Breynia J.R.Forst. & G.Forst. (1776, nom. cons) |
| 79  | „Triumfetta“      | 8     | Triumfetta      | | Triumfetta L.                       | Giovanni Battista Triumfetti                |                                                                          |
| 80  | „Mentzelia“       | 6     | Mentzelia       | | Mentzelia L.                        | Christian Mentzel                           |                                                                          |
| 81  | „Muntingia“       | 6     | Muntingia       | | Muntingia L.                        | Abraham Munting                             |                                                                          |
| 82  | „Iabotapia“       | 32    | Ochna           | | Ochna L.                            |                                             |                                                                          |
| 83  | „Ceiba“           | 32    | Bombax          | Ceiba Mill. (1754) Ceiba Medik. (1787, nom. illeg.)                                                                              | Ceiba Mill. (1754)                  |                                             |                                                                          |
| 84  | „Oldenlandia“     | 36    | Oldenlandia     | | Oldenlandia L.                      | Heinrich Bernhard Oldenland                 |                                                                          |
| 85  | „Guanabanus“      | 10    | Annona          | Guanabanus Mill. (1754) | Annona L.                           |                                             |                                                                          |
| 86  | „Sapota“          | 4     | Achras          | Sapota Mill. (1754, nom. rej.)                                                                                                   | Manilkara Adans. (1763, nom. cons.) |                                             | Achras (nom. rej.)                                                       |
| 87  | „Icaco“           | 5     | Chrysobalanus   | Icaco Adans. (1763) | Chrysobalanus L.                    |                                             |                                                                          |
| 88  | „Mamei“           | 4     | Mammea          | Mamei Mill. (1754) | Mammea L.                           |                                             |                                                                          |
| 89  | „Monbin“          | 22    | Spondias        | Monbin Mill. (1754) | Spondias L.                         |                                             |                                                                          |
| 90  | „Persea“          | 20    | Laurus          | Persea Mill. (1754) | Persea Mill. (1754)                 |                                             |                                                                          |
| 91  | „Cupania“         | 19    | Cupania         | | Cupania L.                          | Francesco Cupani                            |                                                                          |
| 92  | „Vanrhedia“       | 18    | Rheedia         | | Garcinia L.                         | Hendrik Adriaan van Rheede tot Draakenstein |                                                                          |
| 93  | „Malpighia“       | 36    | Malpighia       | | Malpighia L.                        | Marcello Malpighi                           |                                                                          |
| 94  | „Bromelia“        | 8     | Bromelia        | | Bromelia L.                         | Olof Bromelius                              |                                                                          |
| 95  | „Plukenetia“      | 13    | Plukenetia      | | Plukenetia L.                       | Leonard Plukenet                            |                                                                          |
| 96  | „Rivina“          | 39    | Rivina          | | Rivina L.                           | Augustus Quirinus Rivinus                   |                                                                          |
| 97  | „Commelina“       | 38    | Commelina       | | Commelina L.                        | Caspar und Jan Commelin                     |                                                                          |
| 98  | „Sloana“          | 15    | Sloanea         | | Sloanea L.                          | Hans Sloane                                 |                                                                          |
| 99  | „Courbaril“       | 36    | Hymenaea        | Courbaril Mill. (1754) | Hymenaea L.                         |                                             |                                                                          |
| 100 | „Arachidna“       | 37    | Arachis         | Arachidna Boehm. (1760) | Arachis L.                          |                                             |                                                                          |
| 101 | „Mançanilla“      | 30    | Hippomane       | Mancanilla Mill. (1754) Mancanilla Adans. (1763)                                                                                 | Hippomane L.                        |                                             |                                                                          |
| 102 | „Petiveria“       | 39    | Petiveria       | | Petiveria L.                        | James Petiver                               |                                                                          |
| 103 | „Bihai“           | 3     | Musa            | Bihai Mill. (1754, nom. rej.) Bihai Adans. (1763, nom. rej.)                                                                     | Musa L.                             |                                             |                                                                          |
| 104 | „Saururus“        | 12    | Piper           | Saururus Mill. (1754, nom. illeg.?)                                                                                              | Piper L.                            |                                             | non Saururus L. (1753)                                                   |
| 105 | „Hypericoides“    | 7     | Ascyrum         | Hypericoides Adans. (1763) | Hypericum L.                        |                                             |                                                                          |
| 106 | „Bucephalon“      | 20    | Bucephalon      | | Trophis P.Browne (1756, nom. cons.) |                                             | Bucephalon (nom. rej.)                                                   |

## Nachweise

#### Allgemeine
1. ↑  Nicholas J. Turland et al. (Hrsg.): International Code of Nomenclature for algae, fungi, and plants (Shenzhen Code) adopted by the Nineteenth International Botanical Congress Shenzhen, China, July 2017 (= Regnum Vegetabile. Band 159). Koeltz Botanical Books, Glashütten 2018, ISBN 978-3-946583-16-5 (online).
2. ↑  Carl von Linné: Genera Plantarum. 5. Auflage. Lars Salvius, Stockholm 1754, S. 178 (online).
3. ↑  Carl von Linné: Species Plantarum. 1. Auflage. Lars Salvius, Stockholm 1753, S. 380 (online).
4. ↑  Carl von Linné: Genera Plantarum. 5. Auflage. Lars Salvius, Stockholm 1754, S. 221 (online).
5. ↑  Carl von Linné: Species Plantarum. 1. Auflage. Lars Salvius, Stockholm 1753, S. 503 (online).
6. ↑  Philosophia Botanica. Gottfried Kiesewetter, Stockholm 1751, S. 163 (online).
7. ↑  Helmut Genaust: Etymologisches Wörterbuch der botanischen Pflanzennamen. 3., vollständig überarb. und erw. Aufl., Birkhäuser, Basel 1996, ISBN 978-3-0348-9976-5, S. 274–275.

#### Genera Plantarum
1. ↑  Carl von Linné: Genera Plantarum. 5. Auflage. Lars Salvius, Stockholm 1754, S. 173 (online).
2. ↑  Carl von Linné: Genera Plantarum. 5. Auflage. Lars Salvius, Stockholm 1754, S. 202 (online).
3. ↑  Carl von Linné: Genera Plantarum. 5. Auflage. Lars Salvius, Stockholm 1754, S. 202 (online).
4. ↑  Carl von Linné: Genera Plantarum. 5. Auflage. Lars Salvius, Stockholm 1754, S. 498 (online).
5. ↑  Carl von Linné: Genera Plantarum. 5. Auflage. Lars Salvius, Stockholm 1754, S. 73 (online).
6. ↑  Carl von Linné: Genera Plantarum. 5. Auflage. Lars Salvius, Stockholm 1754, S. 88 (online).
7. ↑  Carl von Linné: Genera Plantarum. 5. Auflage. Lars Salvius, Stockholm 1754, S. 138 (online).
8. ↑  Carl von Linné: Genera Plantarum. 5. Auflage. Lars Salvius, Stockholm 1754, S. 138 (online).
9. ↑  Carl von Linné: Genera Plantarum. 5. Auflage. Lars Salvius, Stockholm 1754, S. 74 (online).
10. ↑  Carl von Linné: Genera Plantarum. 5. Auflage. Lars Salvius, Stockholm 1754, S. 81 (online).
11. ↑  Carl von Linné: Genera Plantarum. 5. Auflage. Lars Salvius, Stockholm 1754, S. 284 (online).
12. ↑  Carl von Linné: Genera Plantarum. 5. Auflage. Lars Salvius, Stockholm 1754, S. 233 (online).
13. ↑  Carl von Linné: Genera Plantarum. 5. Auflage. Lars Salvius, Stockholm 1754, S. 202 (online).
14. ↑  Carl von Linné: Genera Plantarum. 5. Auflage. Lars Salvius, Stockholm 1754, S. 443 (online).
15. ↑  Carl von Linné: Genera Plantarum. 5. Auflage. Lars Salvius, Stockholm 1754, S. 60 (online).
16. ↑  Carl von Linné: Genera Plantarum. 5. Auflage. Lars Salvius, Stockholm 1754, S. 203 (online).
17. ↑  Carl von Linné: Genera Plantarum. 5. Auflage. Lars Salvius, Stockholm 1754, S. 274 (online).
18. ↑  Carl von Linné: Genera Plantarum. 5. Auflage. Lars Salvius, Stockholm 1754, S. 411 (online).
19. ↑  Carl von Linné: Genera Plantarum. 5. Auflage. Lars Salvius, Stockholm 1754, S. 466 (online).
20. ↑  Carl von Linné: Genera Plantarum. 5. Auflage. Lars Salvius, Stockholm 1754, S. 179 (online).
21. ↑  Carl von Linné: Genera Plantarum. 5. Auflage. Lars Salvius, Stockholm 1754, S. 408 (online).
22. ↑  Carl von Linné: Genera Plantarum. 5. Auflage. Lars Salvius, Stockholm 1754, S. 411 (online).
23. ↑  Carl von Linné: Genera Plantarum. 5. Auflage. Lars Salvius, Stockholm 1754, S. 284 (online).
24. ↑  Carl von Linné: Genera Plantarum. 5. Auflage. Lars Salvius, Stockholm 1754, S. 275 (online).
25. ↑  Carl von Linné: Genera Plantarum. 5. Auflage. Lars Salvius, Stockholm 1754, S. 455 (online).
26. ↑  Carl von Linné: Genera Plantarum. 5. Auflage. Lars Salvius, Stockholm 1754, S. 455 (online).
27. ↑  Carl von Linné: Genera Plantarum. 5. Auflage. Lars Salvius, Stockholm 1754, S. 170 (online).
28. ↑  Carl von Linné: Genera Plantarum. 5. Auflage. Lars Salvius, Stockholm 1754, S. 170 (online).
29. ↑  Carl von Linné: Genera Plantarum. 5. Auflage. Lars Salvius, Stockholm 1754, S. 210 (online).
30. ↑  Carl von Linné: Genera Plantarum. 5. Auflage. Lars Salvius, Stockholm 1754, S. 340 (online).
31. ↑  Carl von Linné: Genera Plantarum. 5. Auflage. Lars Salvius, Stockholm 1754, S. 179 (online).
32. ↑  Carl von Linné: Genera Plantarum. 5. Auflage. Lars Salvius, Stockholm 1754, S. 229 (online).
33. ↑  Carl von Linné: Genera Plantarum. 5. Auflage. Lars Salvius, Stockholm 1754, S. 229 (online).
34. ↑  Carl von Linné: Genera Plantarum. 5. Auflage. Lars Salvius, Stockholm 1754, S. 227 (online).
35. ↑  Carl von Linné: Genera Plantarum. 5. Auflage. Lars Salvius, Stockholm 1754, S. 241 (online).
36. ↑  Carl von Linné: Genera Plantarum. 5. Auflage. Lars Salvius, Stockholm 1754, S. 497 (online).
37. ↑  Carl von Linné: Genera Plantarum. 5. Auflage. Lars Salvius, Stockholm 1754, S. 229 (online).
38. ↑  Carl von Linné: Genera Plantarum. 5. Auflage. Lars Salvius, Stockholm 1754, S. 228 (online).
39. ↑  Carl von Linné: Genera Plantarum. 5. Auflage. Lars Salvius, Stockholm 1754, S. 174 (online).
40. ↑  Carl von Linné: Genera Plantarum. 5. Auflage. Lars Salvius, Stockholm 1754, S. 173 (online).
41. ↑  Carl von Linné: Genera Plantarum. 5. Auflage. Lars Salvius, Stockholm 1754, S. 499 (online).
42. ↑  Carl von Linné: Genera Plantarum. 5. Auflage. Lars Salvius, Stockholm 1754, S. 499 (online).
43. ↑  Carl von Linné: Genera Plantarum. 5. Auflage. Lars Salvius, Stockholm 1754, S. 329 (online).
44. ↑  Carl von Linné: Genera Plantarum. 5. Auflage. Lars Salvius, Stockholm 1754, S. 499 (online).
45. ↑  Carl von Linné: Genera Plantarum. 5. Auflage. Lars Salvius, Stockholm 1754, S. 466 (online).
46. ↑  Carl von Linné: Genera Plantarum. 5. Auflage. Lars Salvius, Stockholm 1754, S. 18 (online).
47. ↑  Carl von Linné: Genera Plantarum. 5. Auflage. Lars Salvius, Stockholm 1754, S. 342 (online).